# Eichung

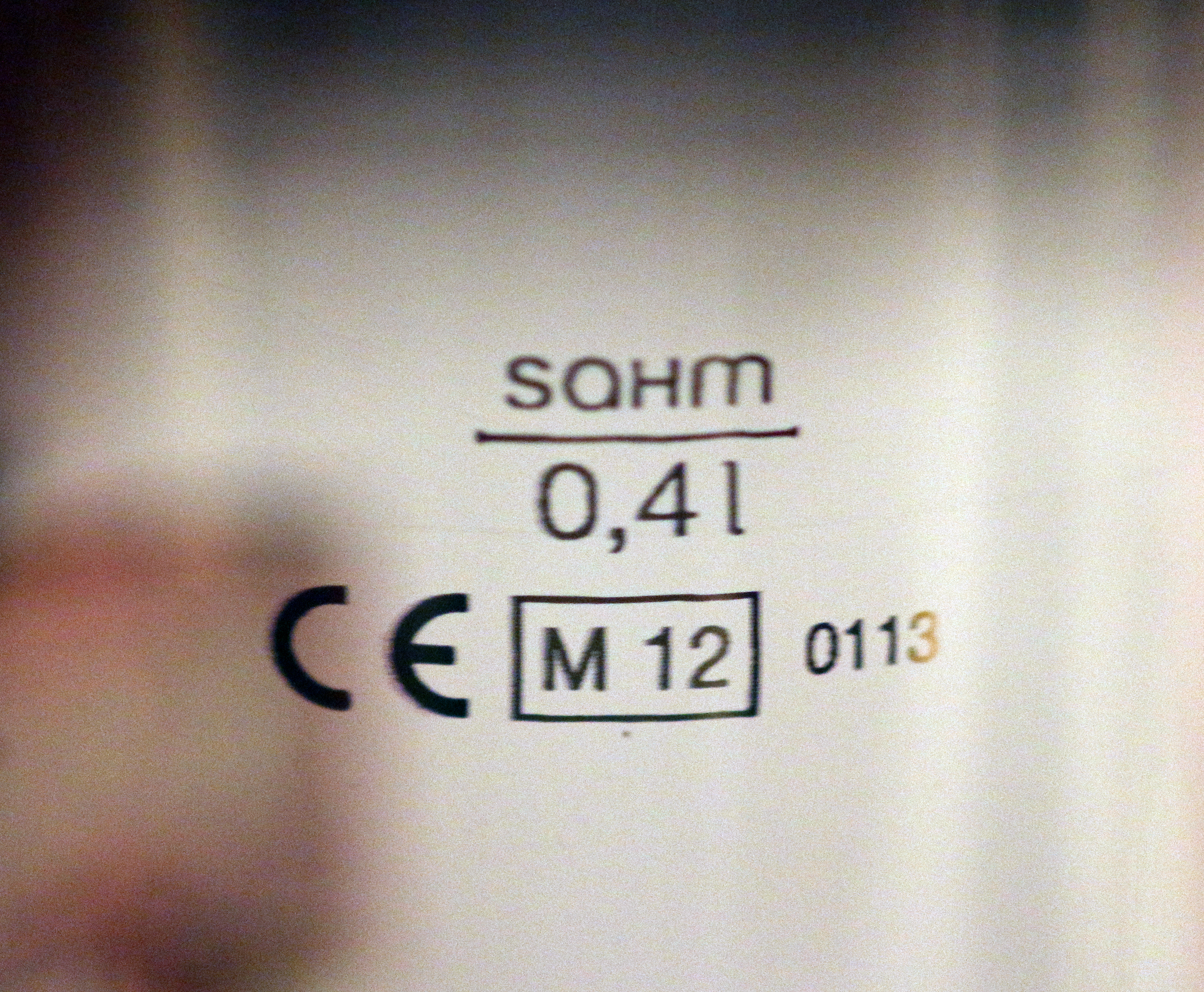
Füllstrich von einem Trinkglas, darunter das CE-Zeichen mit der „zusätzlichen Metrologie-Kennzeichnung“

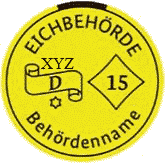
Ehemaliger Hauptstempel

Eichung (von mhd. īchen „abmessen, visieren“, das auf lat. aequus „eben, gleich“ zurückgeht) ist die vom Gesetzgeber vorgeschriebene Prüfung eines Messgerätes auf Einhaltung der zugrundeliegenden eichrechtlichen Vorschriften, insbesondere der Eichfehlergrenzen nach dem Mess- und Eichgesetz. In Deutschland ist die Eichung nach dem Eichgesetz eine hoheitliche Aufgabe.
Mit dem Hauptstempel wurde bis 2014 die voraussichtliche Einhaltung für die Gültigkeitsdauer der Eichung bestätigt. Ab 2015 wurde dieser in der EU (und EFTA) durch eine Konformitätserklärung des Herstellers und durch das Anbringen der „zusätzlichen Metrologie-Kennzeichnung“ ersetzt.
Eichungen werden in der Bundesrepublik Deutschland von den Landeseichämtern und staatlich anerkannten Prüfstellen unter fachlicher Aufsicht durch die Physikalisch-Technische Bundesanstalt durchgeführt.

## Aufgaben der Eichung

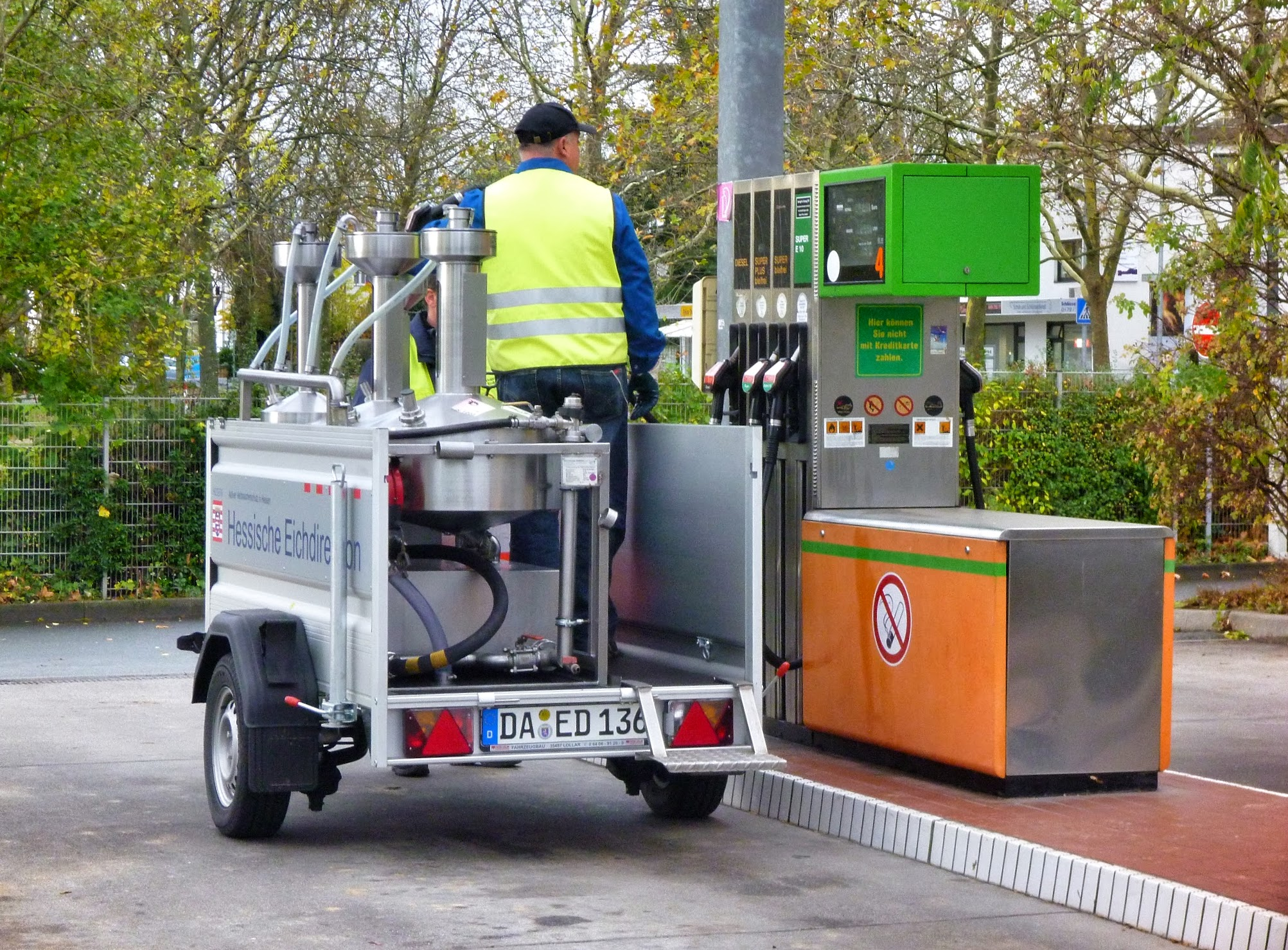
Eichung von Zapfsäulen

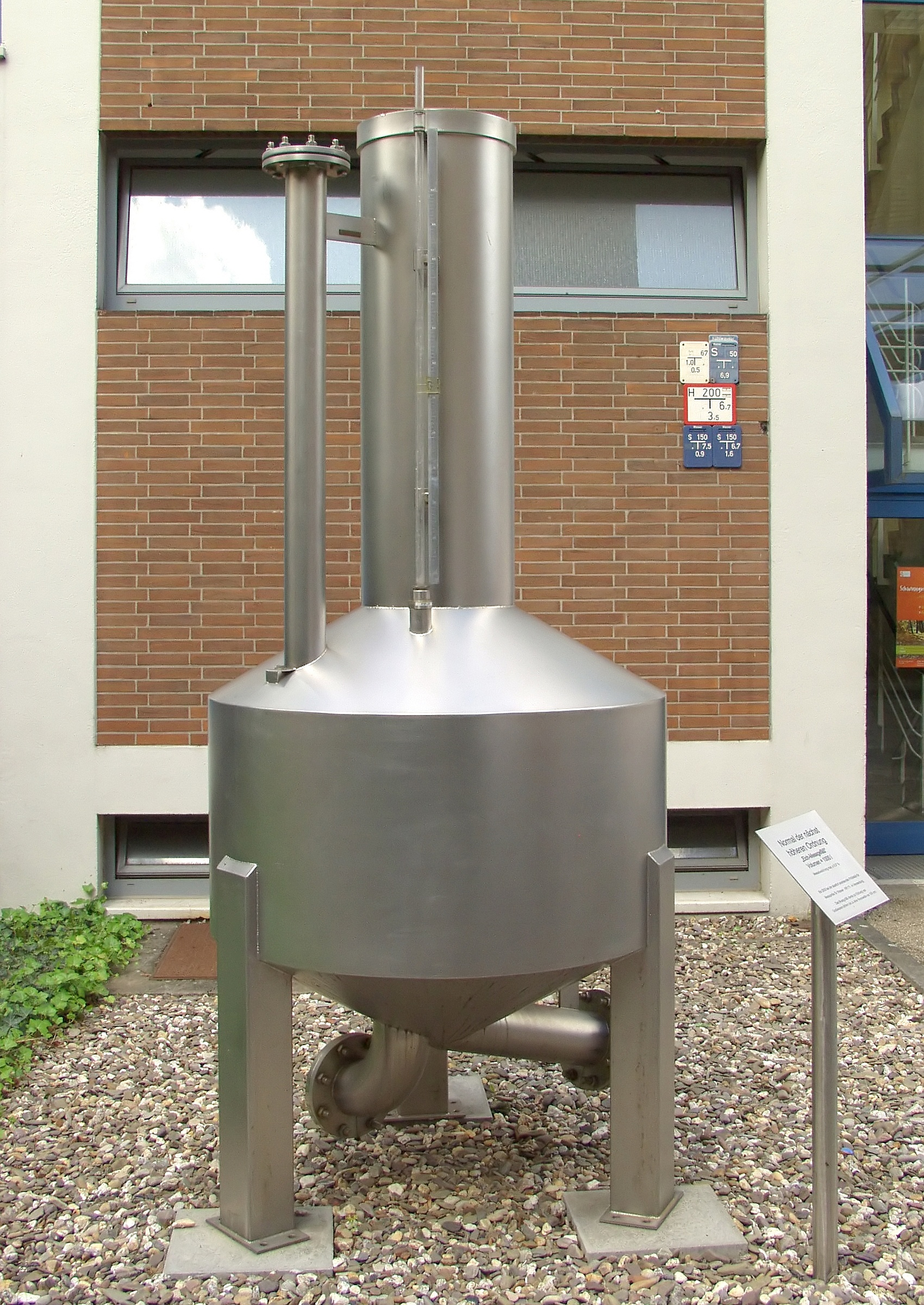
Eich-Messgefäß, Volumen: 1000 Liter. Das Messgefäß dient zur Eichung von Großwasserzählern bis zu einer Nennweite von 100 mm.

Seit dem Frühmittelalter war es die Aufgabe der jeweiligen Obrigkeit auf Märkten, die Käufer vor der Übervorteilung durch zu kleine Hohl- und Längenmaße, betrügerische Gewichte und manipulierte Waagen zu schützen. Anfangs bezog sich die Eichung auf Messgeräte, insbesondere Waagen sowie Fässer und Schankmaße.
Heute dient die Eichung allgemein dem Verbraucherschutz und dem fairen Handel. Messgeräte, an deren Messgenauigkeit ein öffentliches Interesse besteht, unterliegen der gesetzlichen Eichpflicht. Ein öffentliches Interesse besteht z. B. bei allen Messungen im Warenaustausch („geschäftlichen Verkehr“), aber auch im Bereich des Arbeits- und Umweltschutzes und in der Medizin.
Beispiele sind:
- Ladentischwaagen, Brückenwaage, Waagen zum Nachweis der Erfüllung der Forderungen der Fertigpackungsverordnung etc.
- Schankmaße (z. B. Biergläser, Weinkaraffen, Schnapsgläser) mit Füllstrich
- Massestücke, Hohlmaße, Längenmaße
- Zapfsäulen an Tankstellen und andere Durchflussmesser (z. B. beim Bezug von Heizöl)
- Taxameter
- Gaszähler, Wasserzähler, Stromzähler, Wärmezähler
- Strahlendosimeter, Tonometer
- Schallpegelmesser
- Fieberthermometer
- Abgasmessgeräte im Gebrauch für die gesetzlich vorgeschriebene Untersuchung des Motormanagements und Abgasreinigungssystems
- Geräte zur Geschwindigkeitsüberwachung
- Geräte zur Messung des Drucks von Autoreifen

Zur Eichung sind Normale erforderlich. Das sind Maßverkörperungen oder Messgeräte, die auf nationale Normale für die Messgröße zurückgeführt sind.
Oft werden die Begriffe Eichung und Kalibrierung verwechselt. Eine Eichung ist ein hoheitlicher Vorgang für Messmittel im gesetzlich geregelten Bereich und erzielt eine Ja/Nein-Entscheidung (geeicht, nicht geeicht). Kalibrierung ist die Ermittlung von Werten und Unsicherheiten und findet im wissenschaftlichen und industriellen Umfeld Anwendung. Des Weiteren gibts es die Justierung (Einstellung).

## Historische Entwicklung

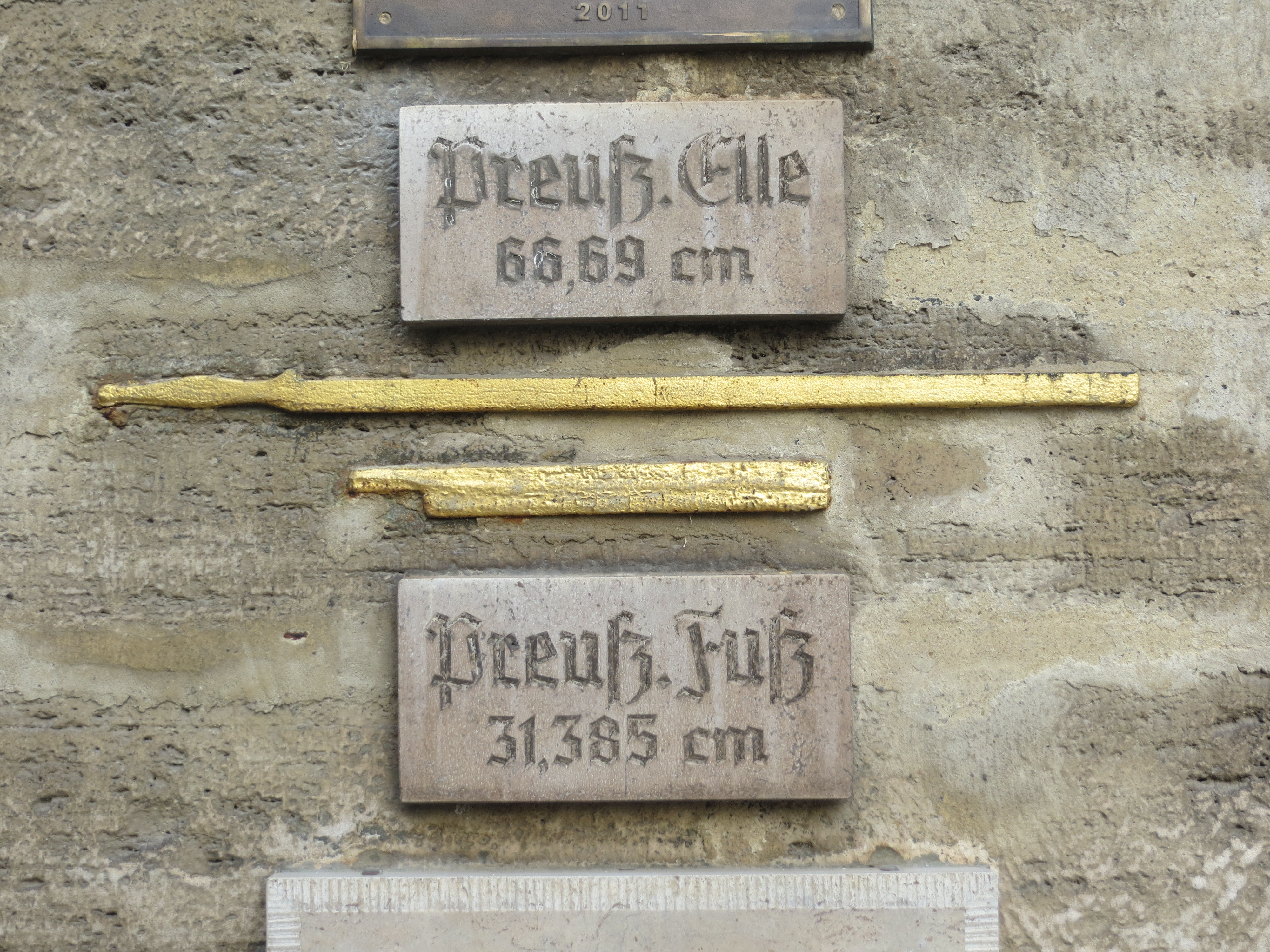
Preußische Elle und preußischer Fuß am Rathaus von Bad Langensalza

Eichmarkierungen am Freiburger Münster
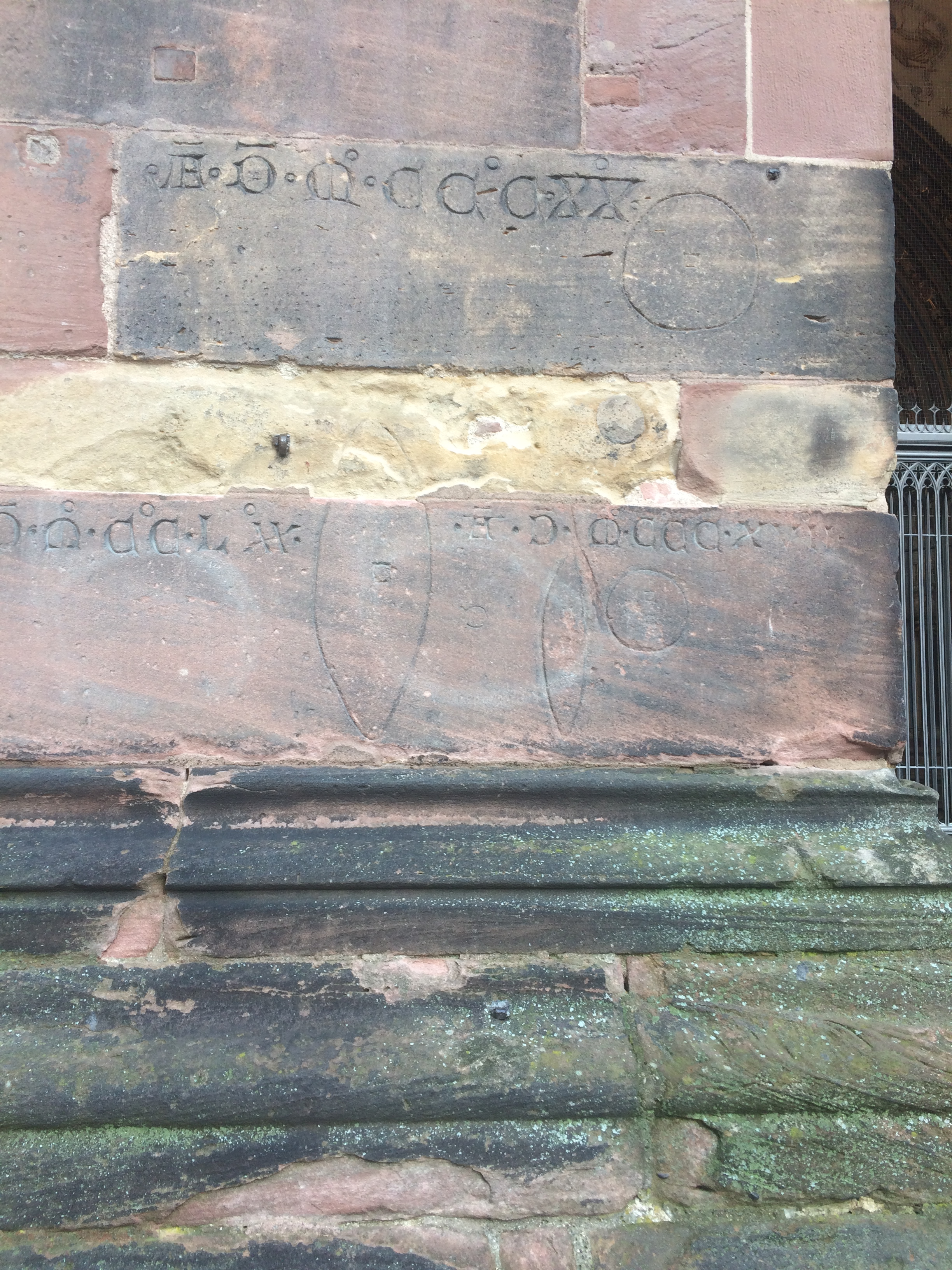
Mittelalterliche Maßverkörperungen
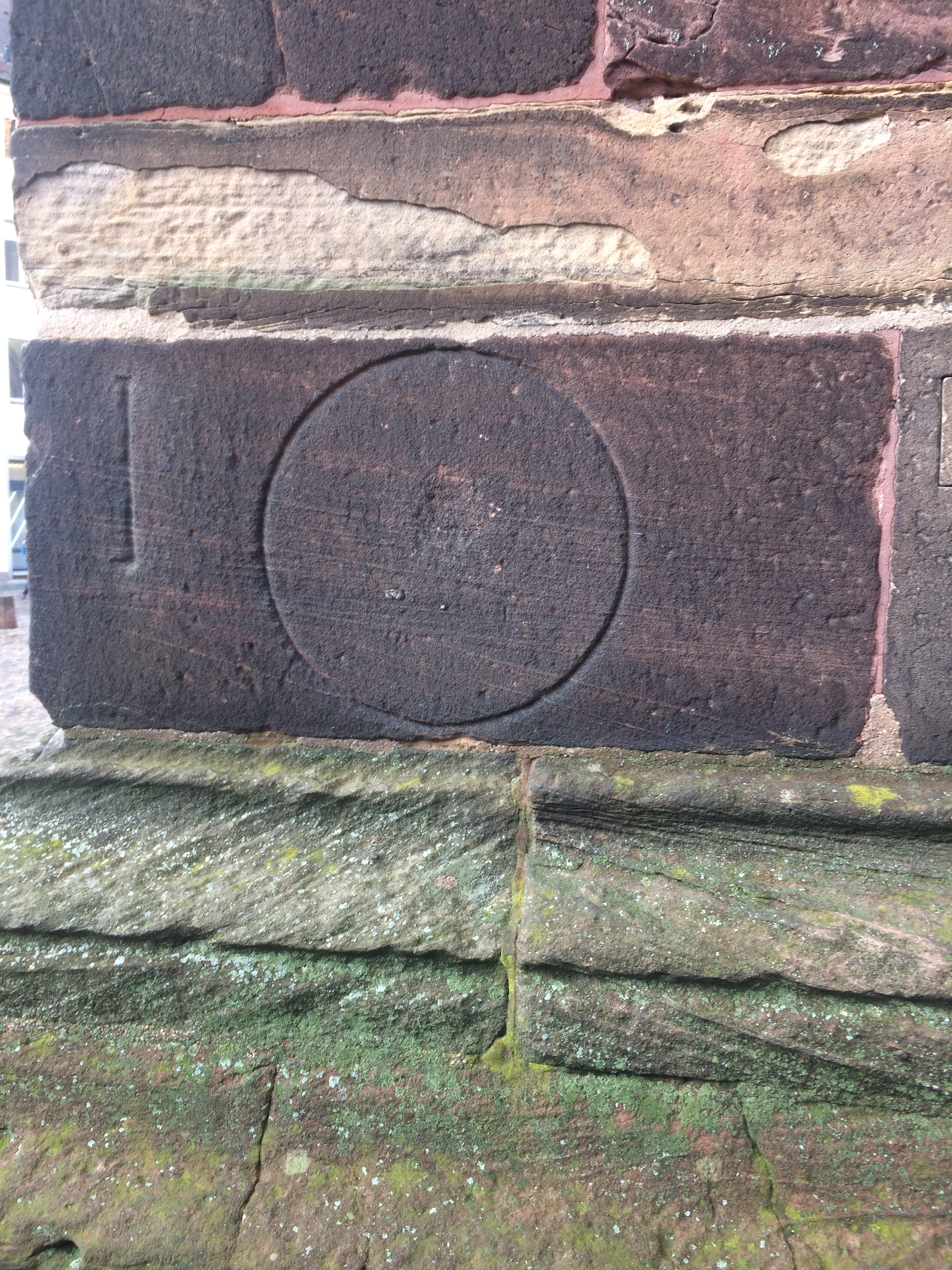
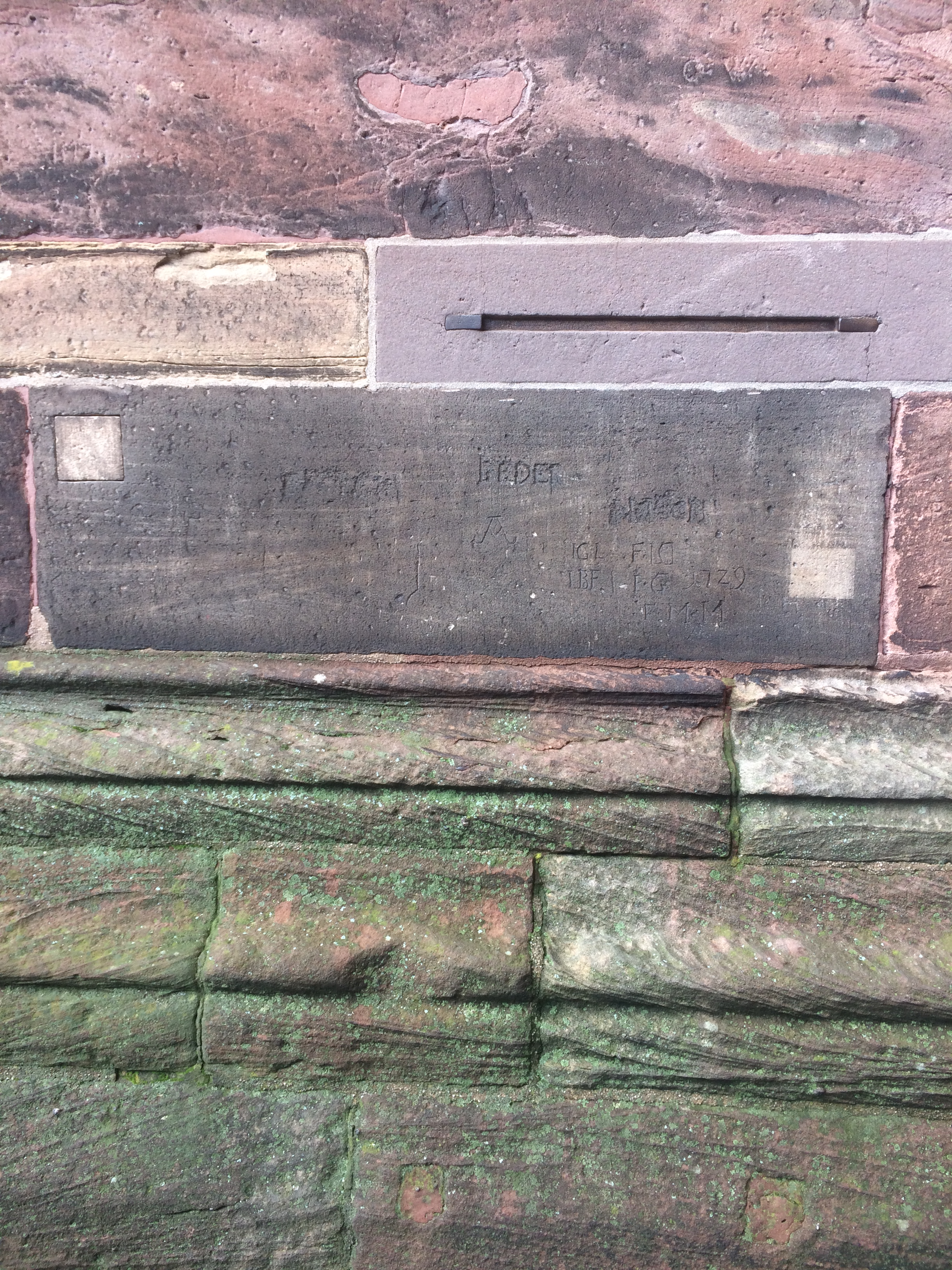
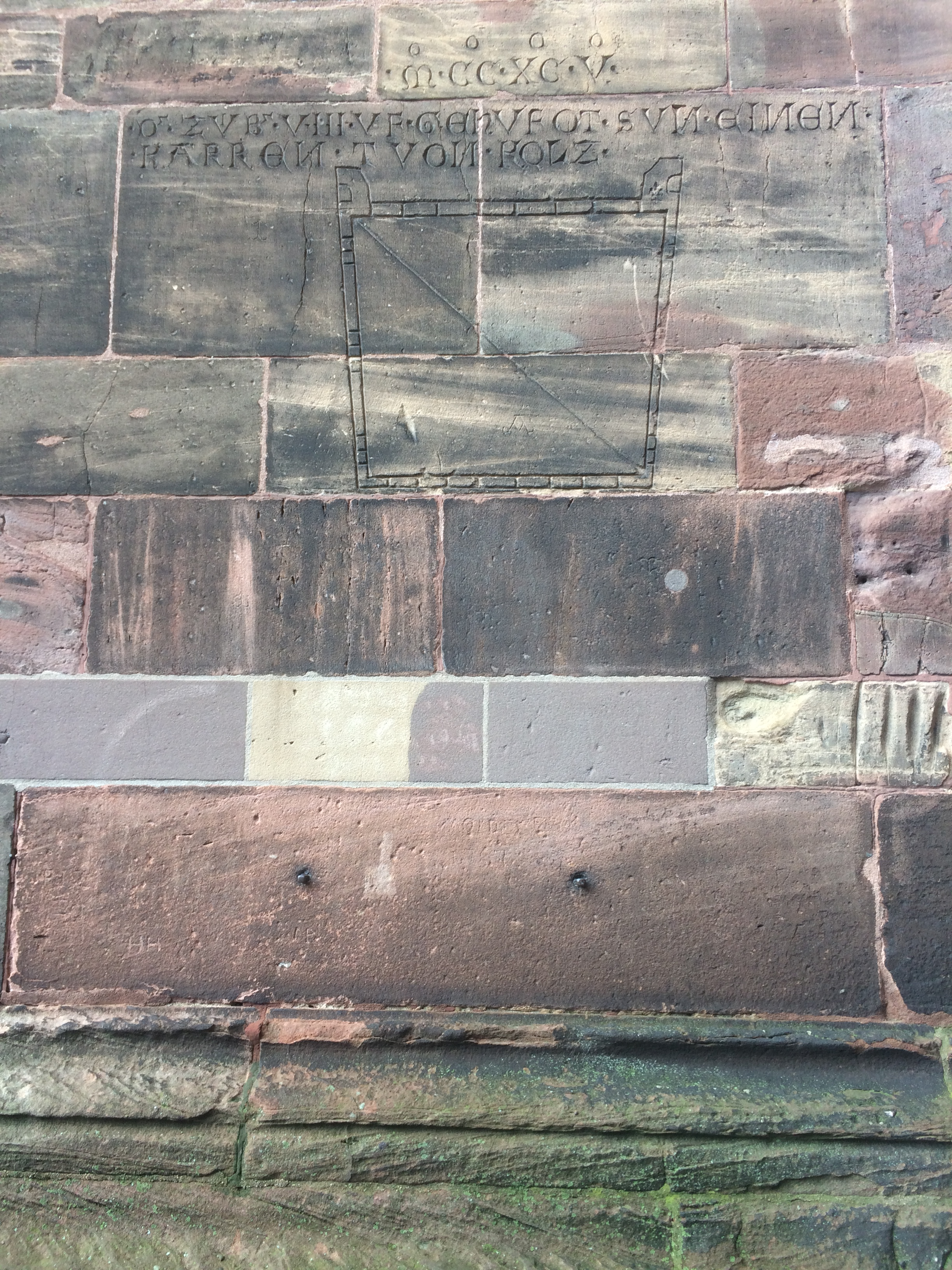

Die Entwicklung von Eichungen sind untrennbar mit der Entwicklung von Maßsystemen verbunden. Das heute in fast allen Staaten benutzte metrische Maßsystem geht ursprünglich auf einen Beschluss der französischen verfassunggebenden Versammlung vom 26. März 1791 zurück. Das neue Längenmaß solle der zehnmillionste Teil des Erdmeridianquadranten (Strecke vom Pol zum Äquator) sein. Am 1. August 1793, zur Zeit der Terrorherrschaft der Französischen Revolution, wurde dieses Längenmaß – Meter, heute Urmeter genannt – im Nationalkonvent gesetzlich eingeführt. Die Masseeinheit Kilogramm sollte ursprünglich der Masse von einem Liter Wasser entsprechen. Für beide Einheiten wurden am 22. Juni 1799 dem Gesetzgeber die in einer Legierung von 90 % Platin und 10 % Iridium gefertigten Maßverkörperungen von Meter und Kilogramm übergeben. Von 1889 bis 2019 bildete der Internationale Kilogrammprototyp (auch das Urkilogramm genannt) das Referenznormal für die Maßeinheit Kilogramm. Nachdem im 19. Jahrhundert neben Frankreich bereits eine Mehrzahl der europäischen Staaten das neue Einheitensystem nutzte, gab es ab 1867 konkrete Bestrebungen der internationalen Wissenschaft zur Errichtung einer internationalen Organisation des Maß- und Gewichtswesens. Diese führten 1870 zur Bildung der Internationalen Meterkommission in Paris.
Heute werden beide Maßeinheiten wesentlich genauer mittels physikalischer Konstanten definiert. Internationaler Koordinator ist heute das Internationale Büro für Maß und Gewicht (BIPM) in Paris. Das BIPM ist eine Internationale Organisation mit der Aufgabe, ein weltweit einheitliches und eindeutiges System von Maßen auf Basis des Internationalen Einheitensystems zur Verfügung zu stellen. Es wurde zum Abschluss der Meterkonvention am 20. Mai 1875 gegründet.

## Eichwesen im Deutschen Reich und der Bundesrepublik Deutschland
Waren die Maßeinheiten in großen Teilen Europas harmonisiert, so galt dies nicht für den Prozess der Eichung: Spätestens ab dem 19. Jahrhundert entwickelten sich Eichmarken, die dem Kunden die Sicherheit gaben, dass die Waage des Händlers nicht manipuliert ist und regelmäßig von der zuständigen und auf der Marke identifizierbaren Institution überprüft wird. Für die Marken wurden selbst in den deutschen Staaten verschiedene Symbole, wie Buchstaben, Zahlen oder Graphiken benutzt, um auf dem zu überprüfenden Stück unmittelbar den Eichvorgang zu dokumentieren. Ausgehend von der Vorgehensweise im Königreich Preußen wurde ab 1912 das Eichwesen im Deutschen Reich nach Preußischem Vorbild vereinheitlicht.
Auf Gegenständen (Gewichtsstücke, Waagen, Maßstäbe, Hohlmaße) aus Metall erfolgte die Anbringung der Eichmarke zumeist durch Schlagstempel, auf Gegenständen aus Holz auch durch Brandstempel. Die Eichung erfolgte dabei teilweise direkt auf dem Gewichtsstück, dem Maßstab oder dem Hohlmaß selbst, oder auf einem zusätzlich angebrachten Pfropfen o. Ä. aus Blei oder Kupfer. Die Jahreszahlen bezeichneten bis 1984 das Jahr bis zu dem die Eichung gültig war.
Die Vorschriften, Waagen und andere Messgeräte regelmäßig nacheichen zu lassen, bezogen sich meist nur auf gewerblich und/oder medizinisch eingesetzte Waagen. Diese mussten einer Baumusterprüfung durch die Physikalisch Technischen Bundesanstalt (PTB) unterzogen werden. Anschließend erfolgte die Ersteichung durch die Eichbehörden und erst dann durften sie im eichpflichtigen Bereich verwendet werden. Turnusmäßig erfolgte dann eine Nacheichung. Die Überprüfungen wurden dabei in regelmäßigen Abständen von halbjährlich bis zweijährlich durchgeführt. Private Waagen waren davon ausgenommen. Einfache Waagen waren „allgemein zur Eichung zugelassen“ und bedürften keiner Baumusterprüfung, wenn sie bestimmte Kriterien, die bei der Ersteichung abgeprüft wurden, einhielten. Das heutige System des Inverkehrbringens sieht etwas anders aus. Im Prinzip sind die Eichbehörden „nur noch“ für die Nacheichungen zuständig.
Untrennbar mit dem Aufbau des Eichwesens ist die Vereinheitlichung der Maß- und Gewichtsordnungen verbunden. So wird 1799 von der Französischen Nationalversammlung die Vereinheitlichung der Maße und Gewichte auf Grundlage des Metrischen Systems beschlossen, aber erst 1840 endgültig durchgesetzt. 1868 wird für den Norddeutschen Bund unter Führung Preußens die „Maß- und Gewichtsordnung“ auf Basis des metrischen Maßsystems eingeführt und die Einrichtung von „Eichungsämtern“ beschlossen. Wird diese von Bayern und Hessen übernommen. Von 1908 bis 1911 wird für das ganze Deutsche Kaiserreich eine einheitliche „Maß- und Gewichtsordnung“ mit der Eichpflicht für viele neue Gebiete eingeführt und dabei auch die Eichmarken standardisiert. Dabei werden alle Eichämter der Gemeinden verstaatlicht.

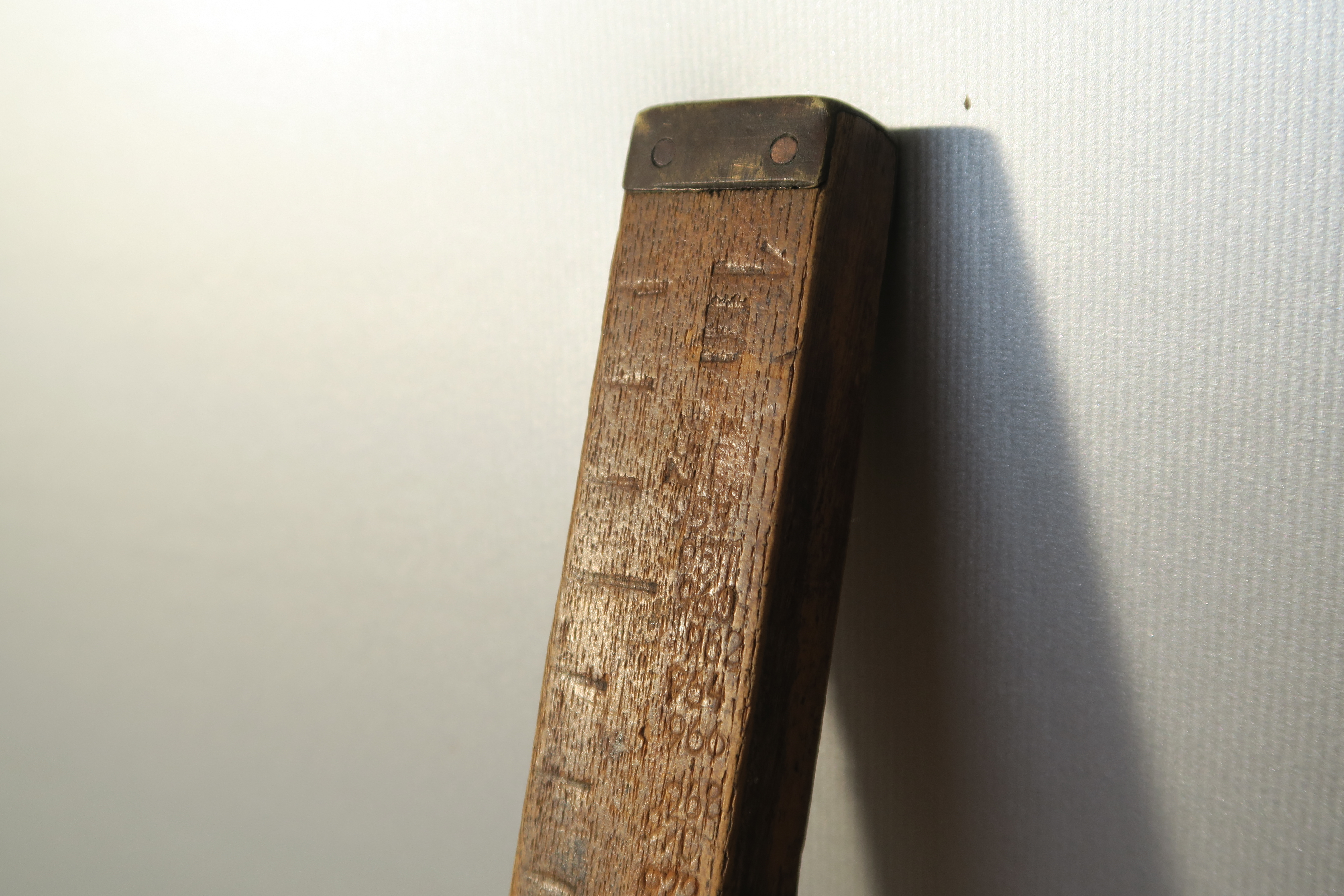
Schlagstempel auf einen Metermaß
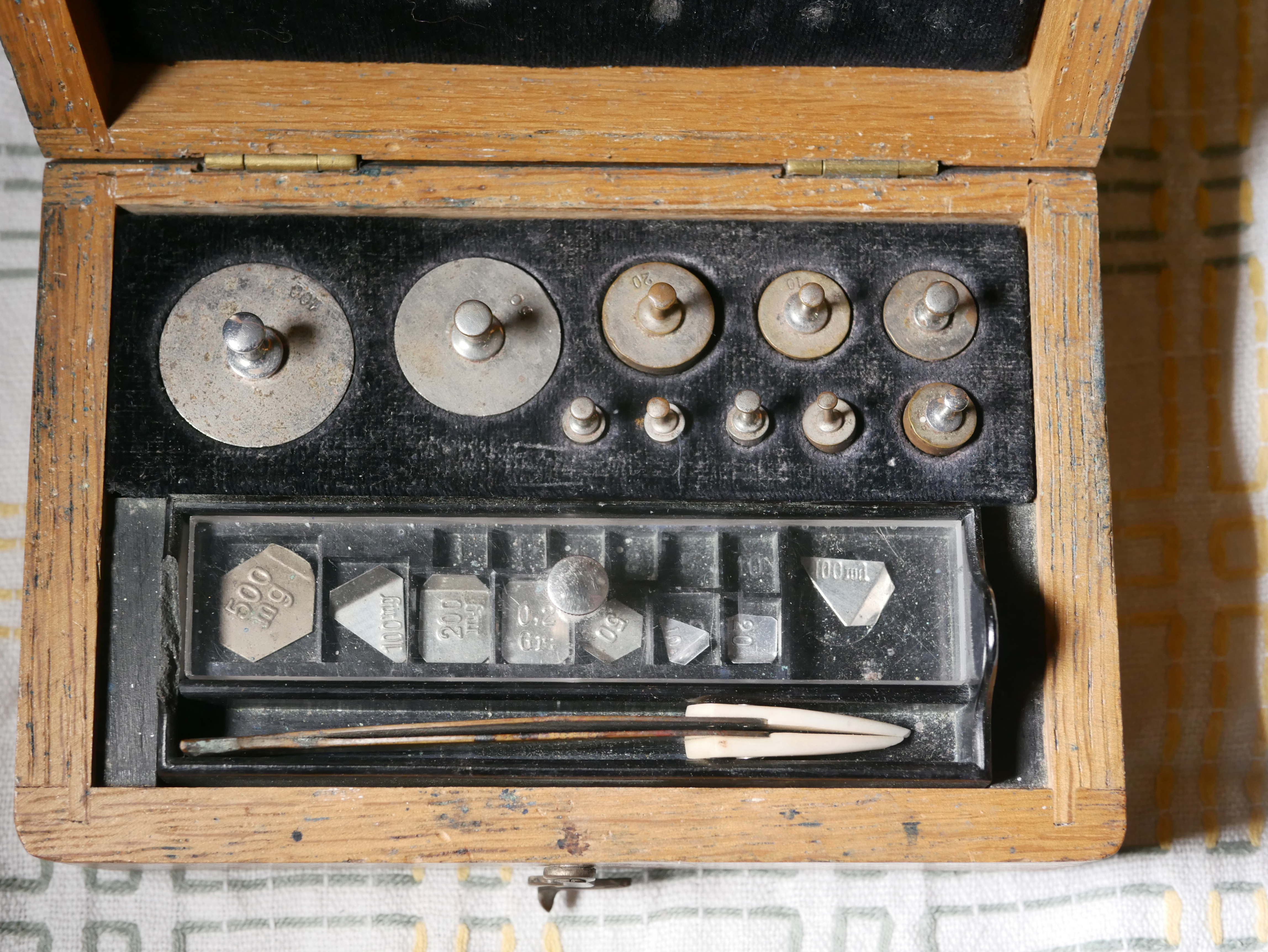
Gewichtssatz einer Feinwaage
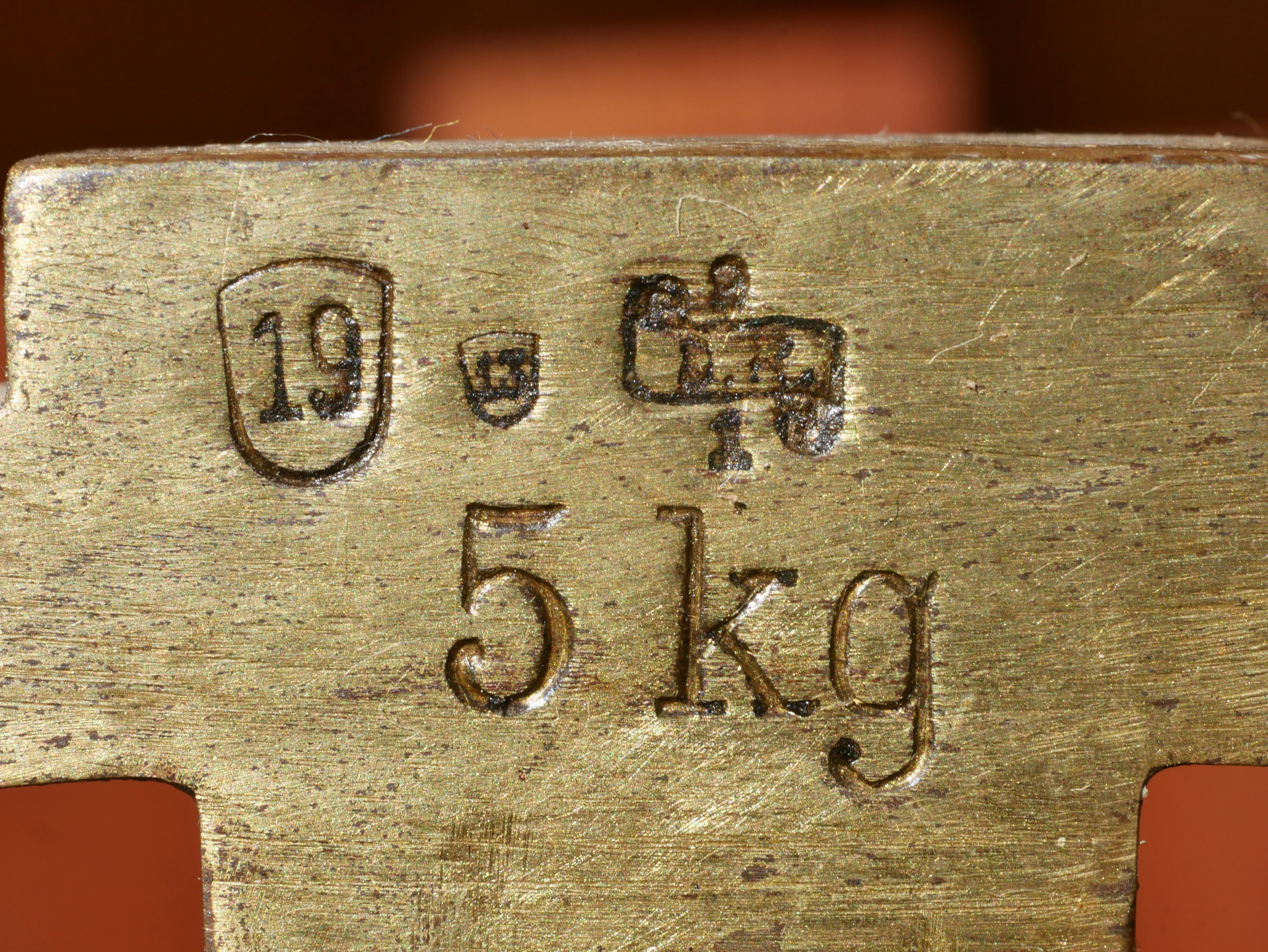
Apothekerwaage mit eingeschlagenen Punzen für 1913 und 1919
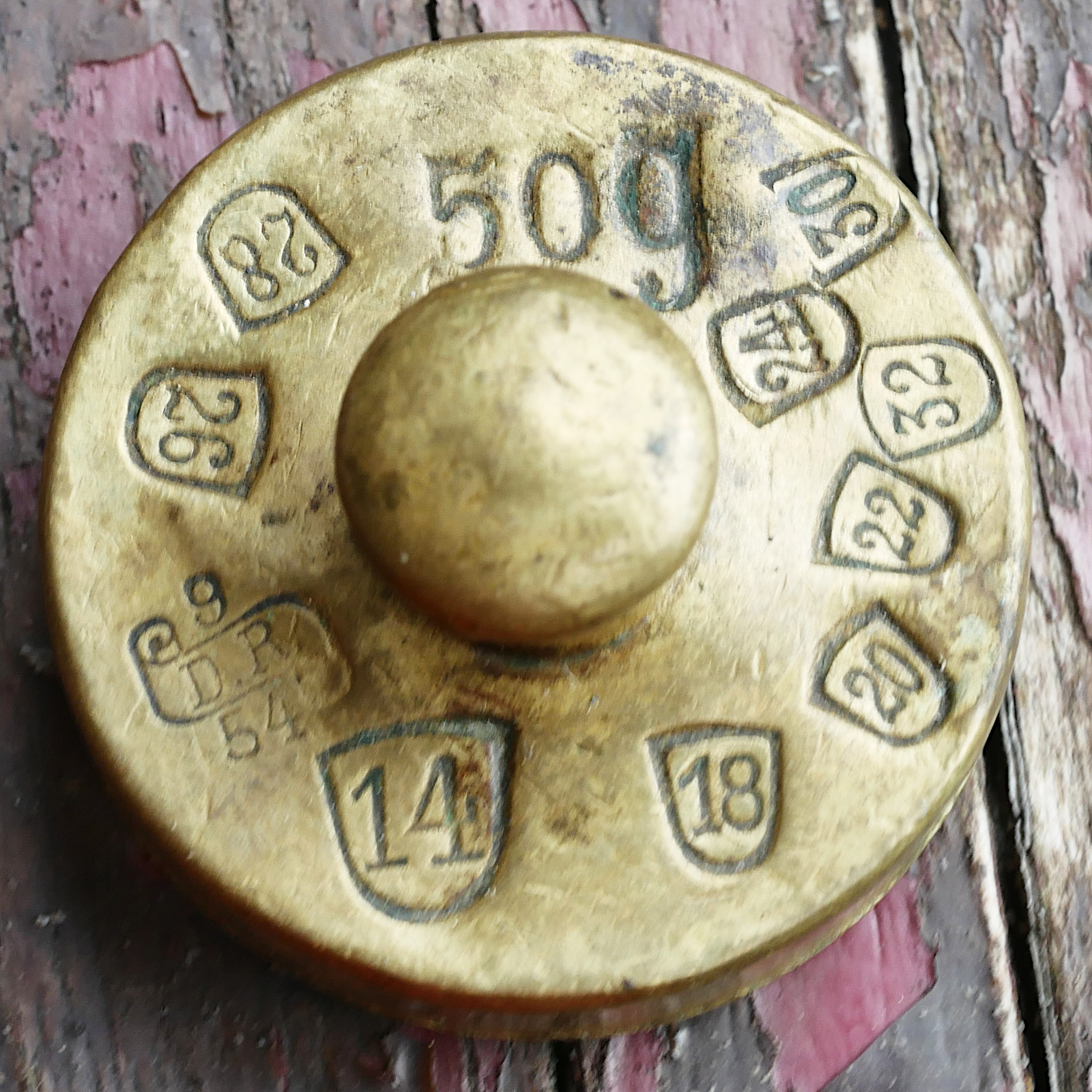
Gewichtsstück mit vielen Jahreszahlen in den Schildern
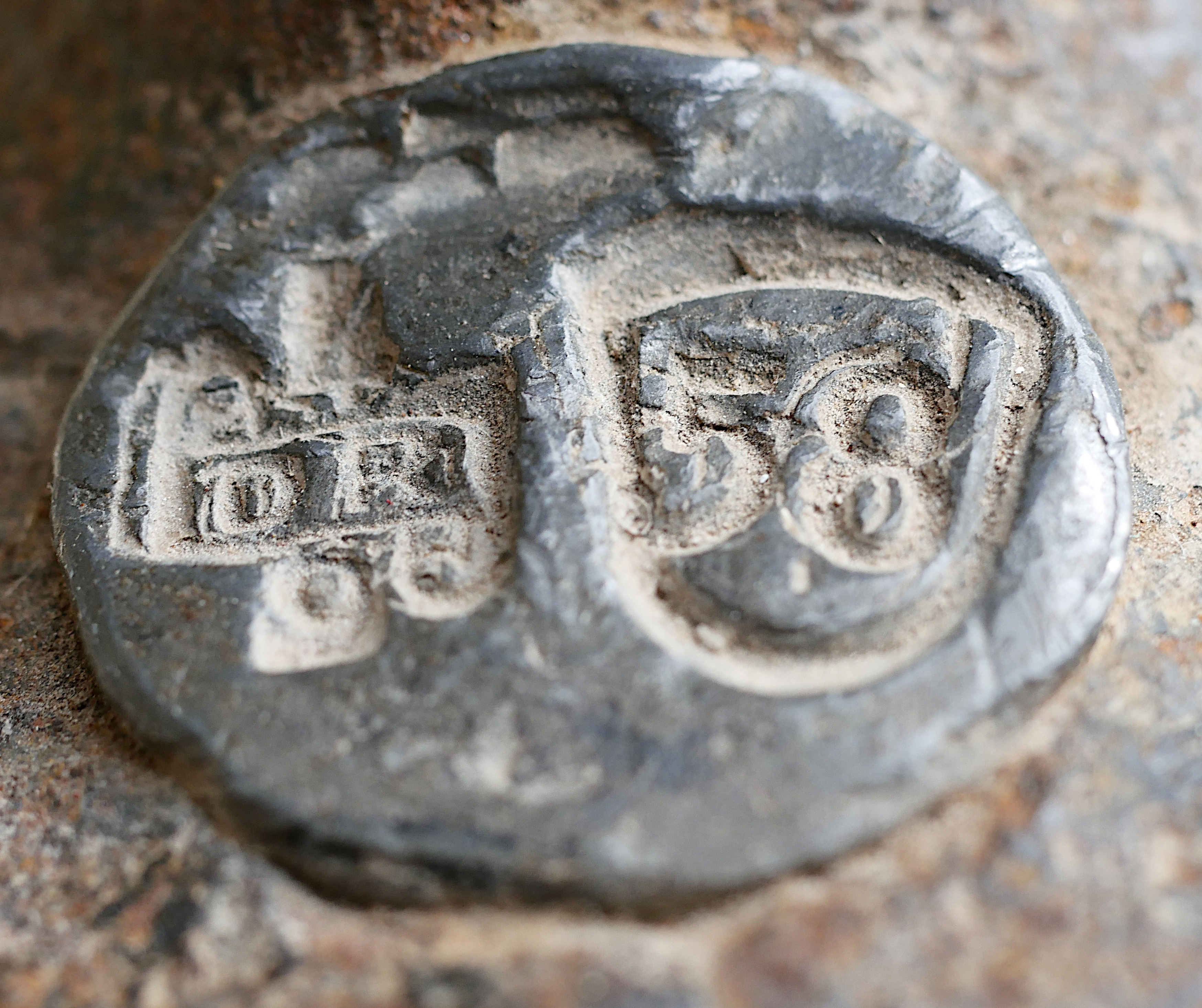
Gewichtsstück aus Eisen mit Plombe und Punze
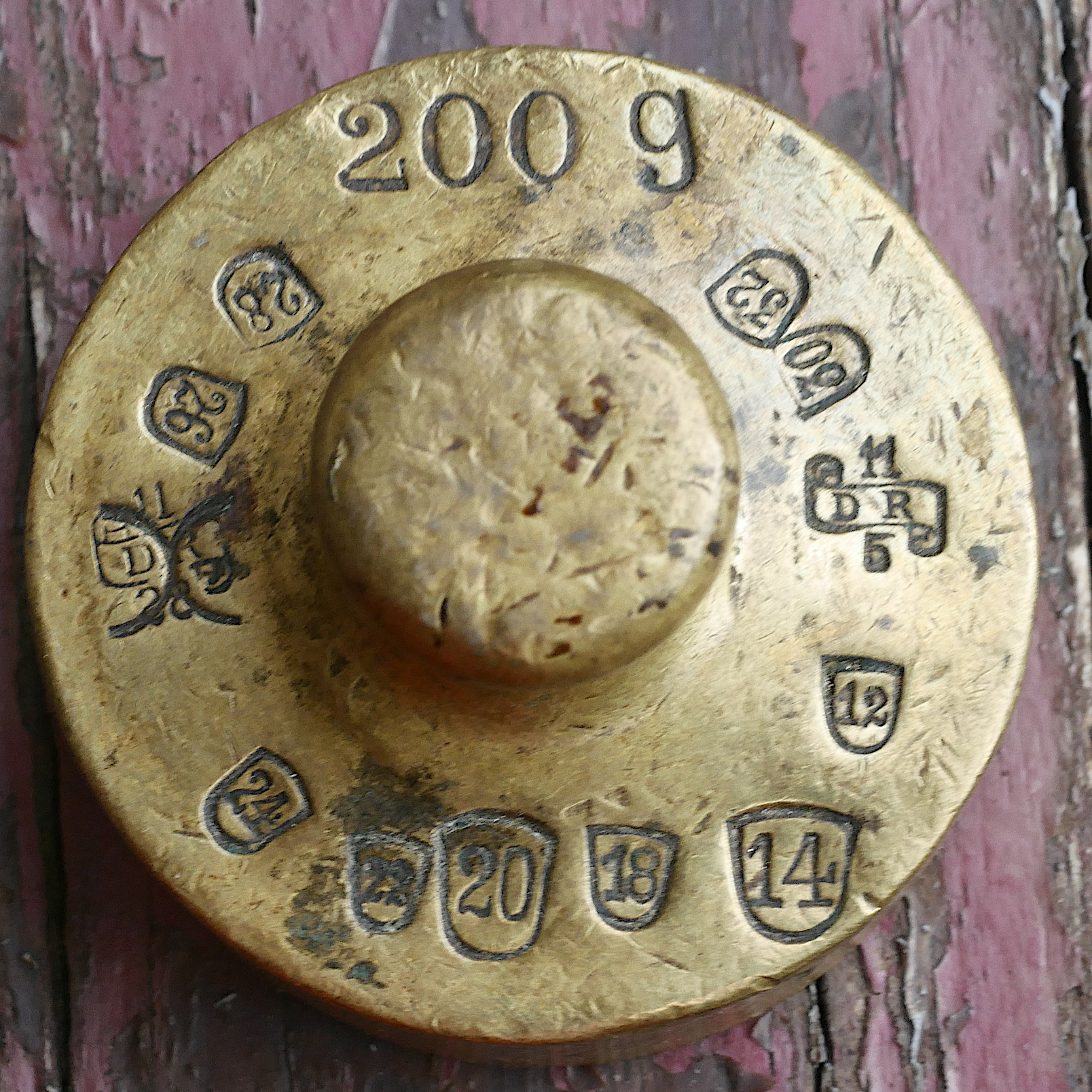
Der Eichamtsstepel links wurde entwertet
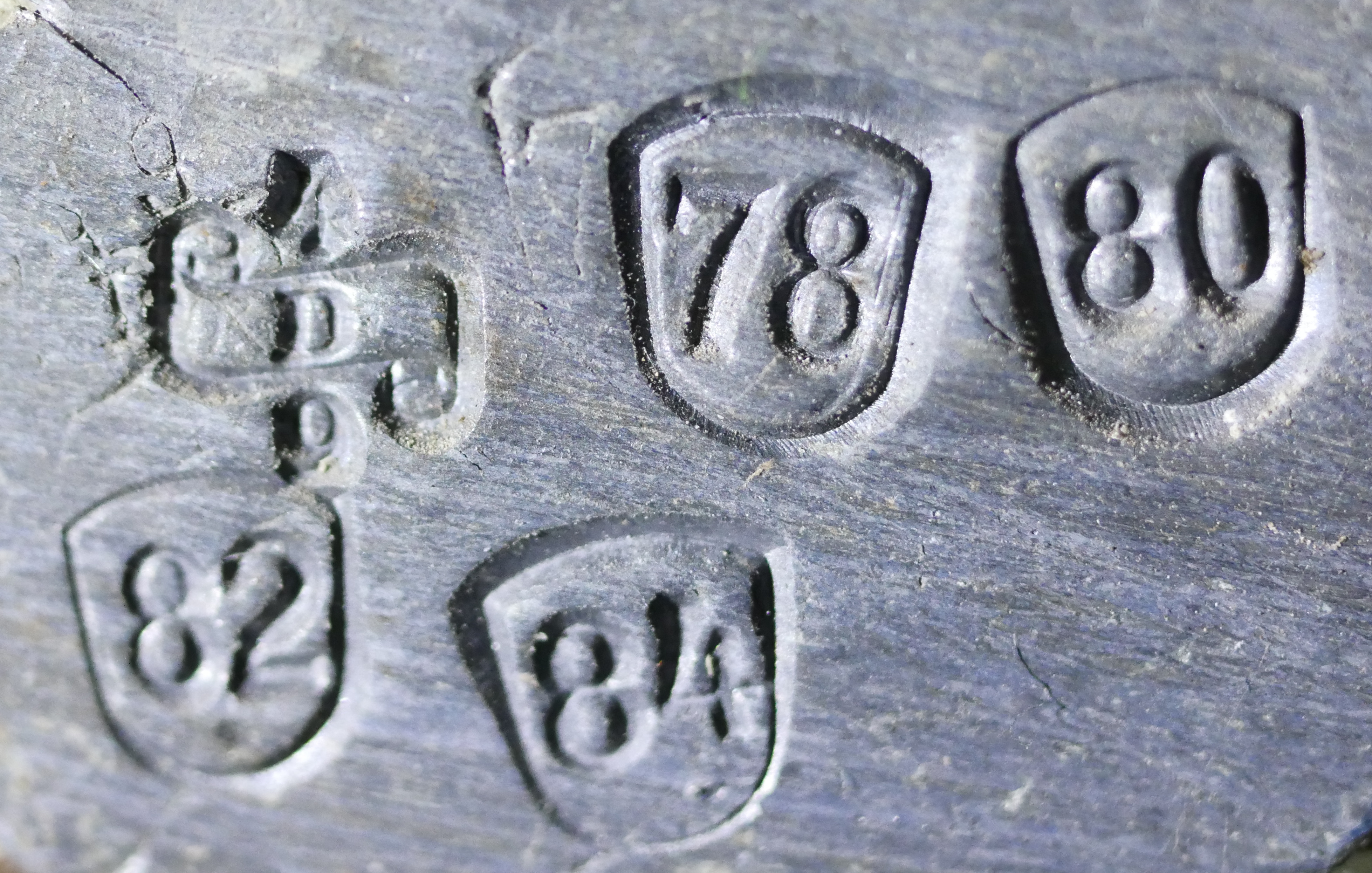
Pfropfen mit der Ordnungszahl Aufsichtsbehörde Bad Kreuznach und Eichamt Trier,
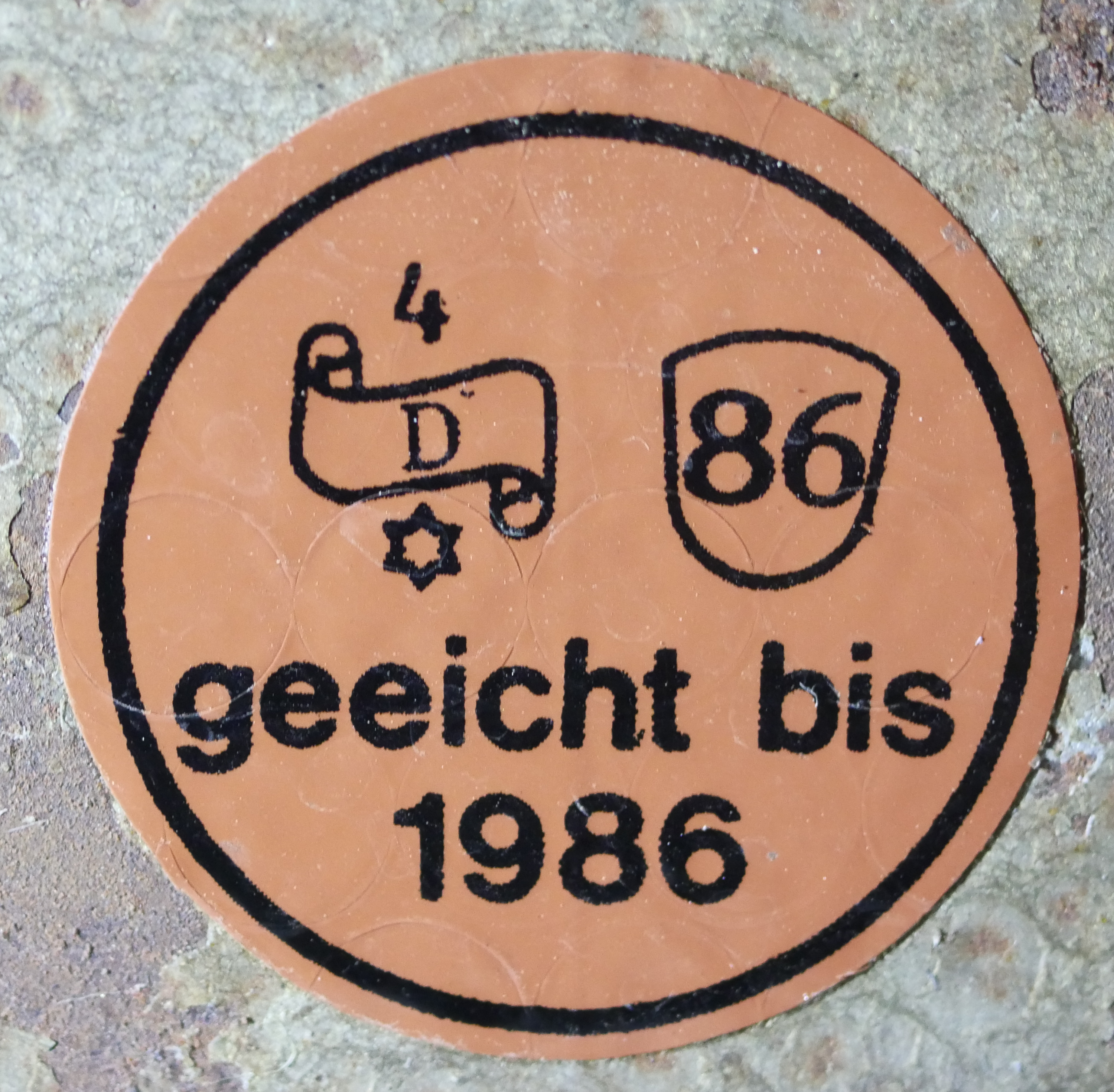
Aufkleber des Aufsichtsbezirk Bad Kreuznach

Diese Eichmarken wurde zuerst in der Eichordnung von 1885 (Preußen), die ab 1921 großteils von den Ländern des Deutschen Reichs übernommen wurden definiert: Die Zahlen in den Schildern stehen für das Jahr bis zu dem die Eichung gültig war. Die Zahl über dem Band (z. B. 11) ist die Ordnungszahl für den Aufsichtbezirk (z. B. Köln) D R steht für Deutsches Reich. Die Zahl unter dem Band steht ist die Ordnungszahl (relativ zum Aufsichtsbezirk) des Eichamts. So bedeutet 9 D R 54 somit Eichaufsichtsbezirk Dortmund – Eichamt Gevelsberg. Die Umstellung der Länderkennung von D R auf D erfolgte (erst) 1975. Bis 1925 wurden in den Süddeutschen Teilstaaten des Deutschen Reichs anstatt D R die Kürzel der Teilstaaten verwendet. Beispielsweise K B für Königreich Bayern und später F B für Freistaat Bayern.

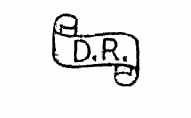
Allgemeines Stempelzeichen
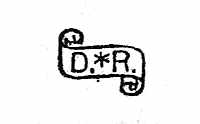
Stempelzeichen für Präzisions-Maße, -Meßwerkzeuge, -Gewichte und -Waagen
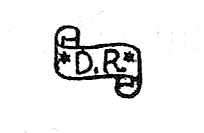
Stempelzeichen für Goldmünzgewichte
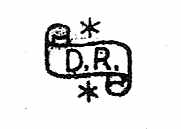
Stempelzeichen der Kaiserlichen Normal-Eichungskommission
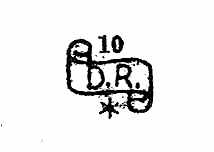
Stempelzeichen der Eichungs-Aufsichtsbehörden
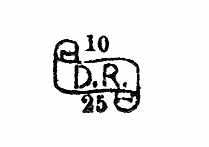
Stempelzeichen der Eichungsstellen
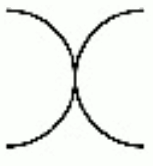
Entwertungszeichen

## Eichzeichen in anderen Ländern
Vor der EU-weiten Harmonisierung des Eichwesens hatte nahezu jedes Land sein eigenes System. Im Vereinigten Königreich wurden Gewichte mit imperialen Maßen geeicht. Im Festlandseuropa setzte sich nach 1800 das metrische System durch. In Frankreich und den Niederlanden wurde ein Buchstabencode verwendet. Dieser startete 1802 erstmalig bei A und benutzte alle im französischen Alphabet verwendeten Buchstaben bis Z. 1827 wurde erneut bei A gestartet, aber – wie auch in den folgenden Perioden – nur die Buchstaben bis M genutzt. Manchmal wurde auch das N genutzt, in manchen Perioden fehlten hingegen andere Buchstaben.

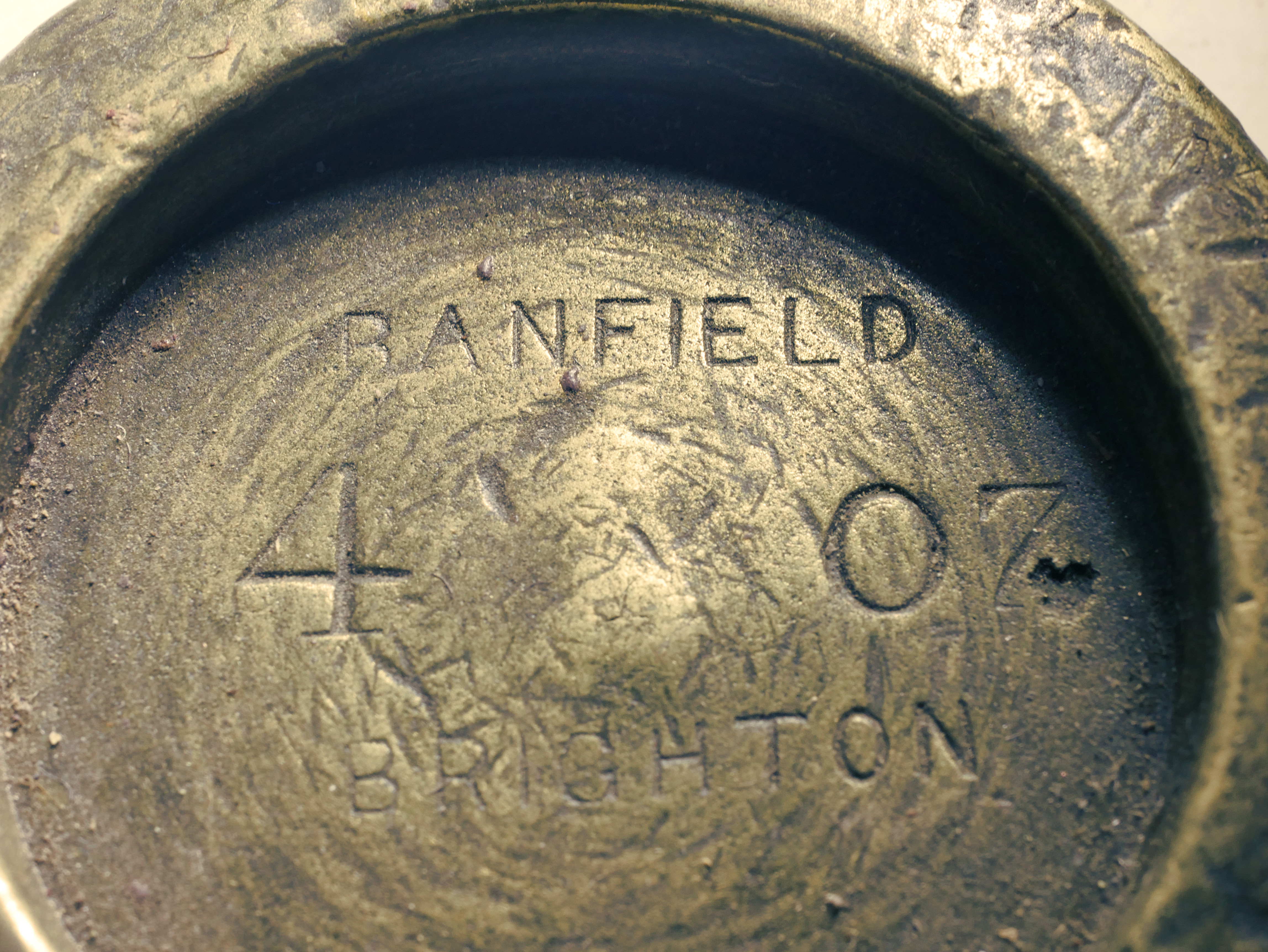
Englischer Eichstempel Gewicht-Vorderseite
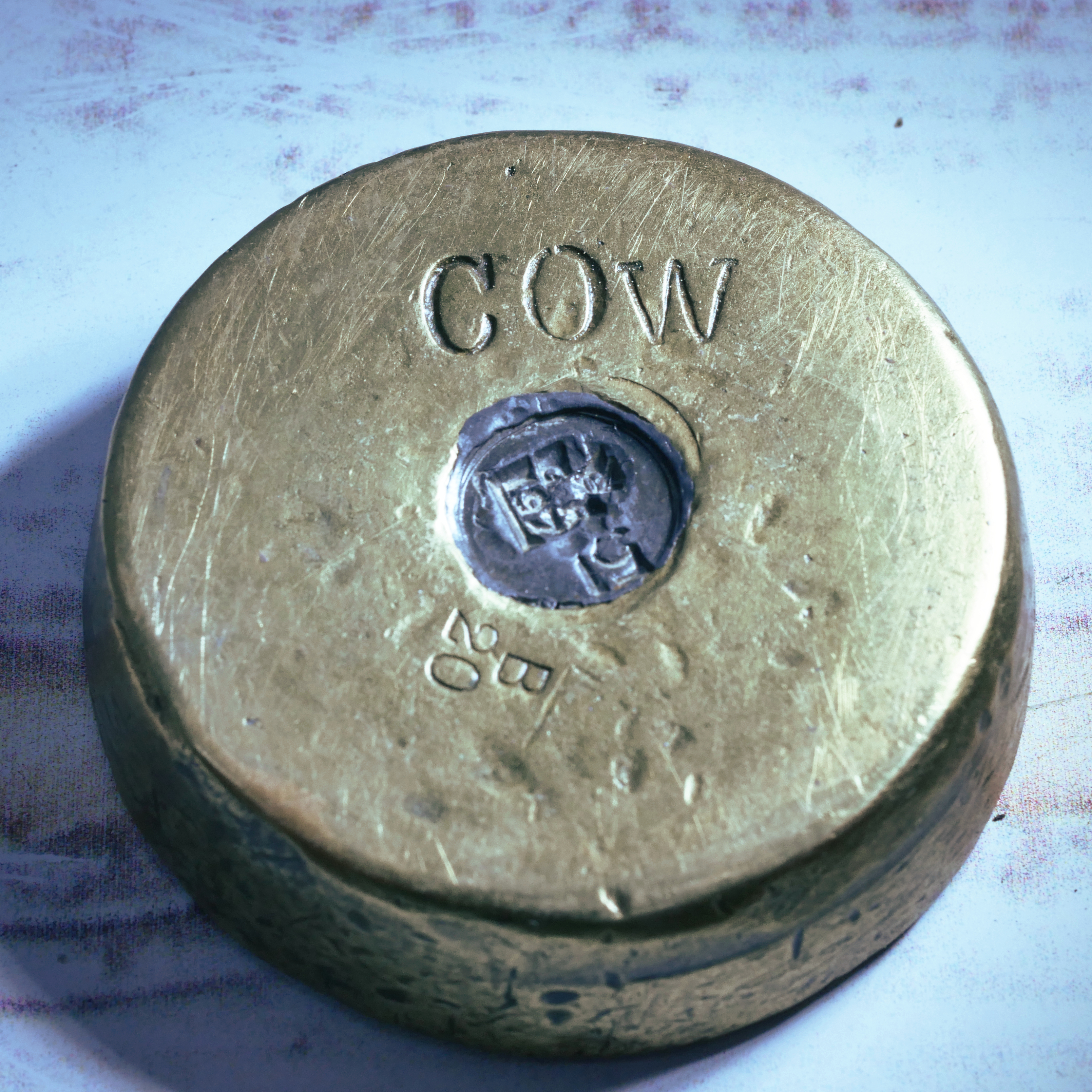
Englischer Eichstempel Gewicht-Rückseite
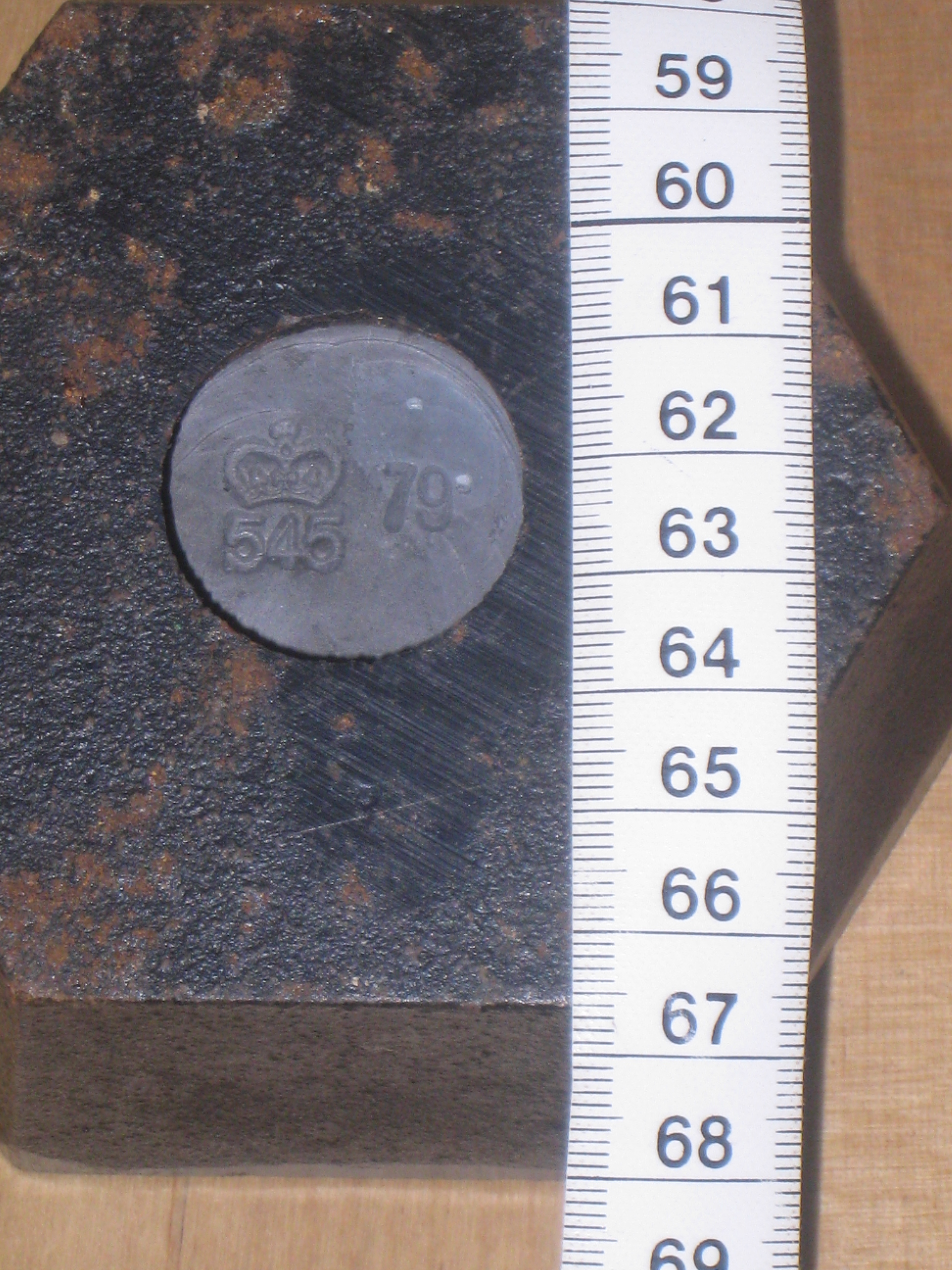
Besser erkennbarer englischer Eichstempel
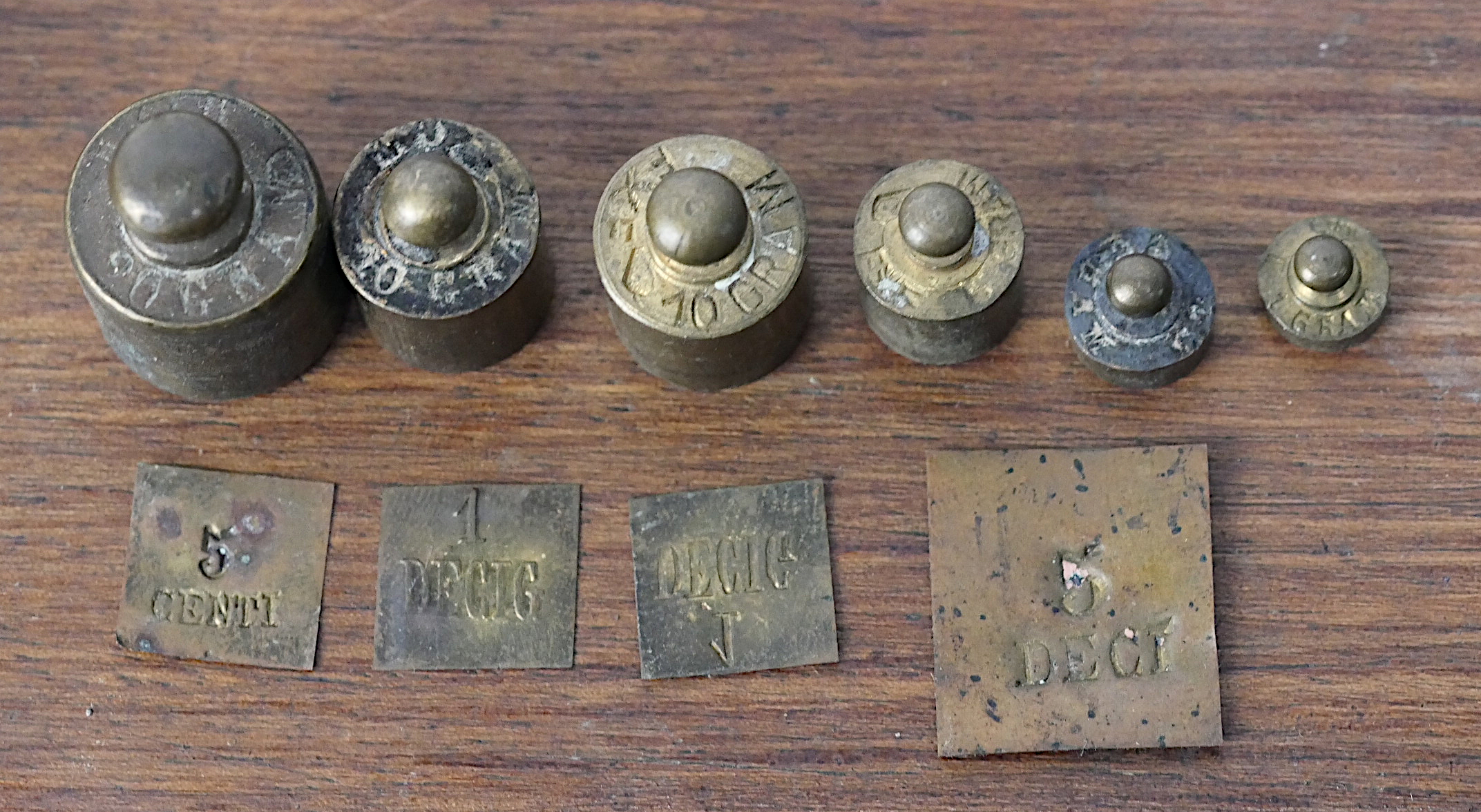
Gewichtssatz einer französischen Feinwaage
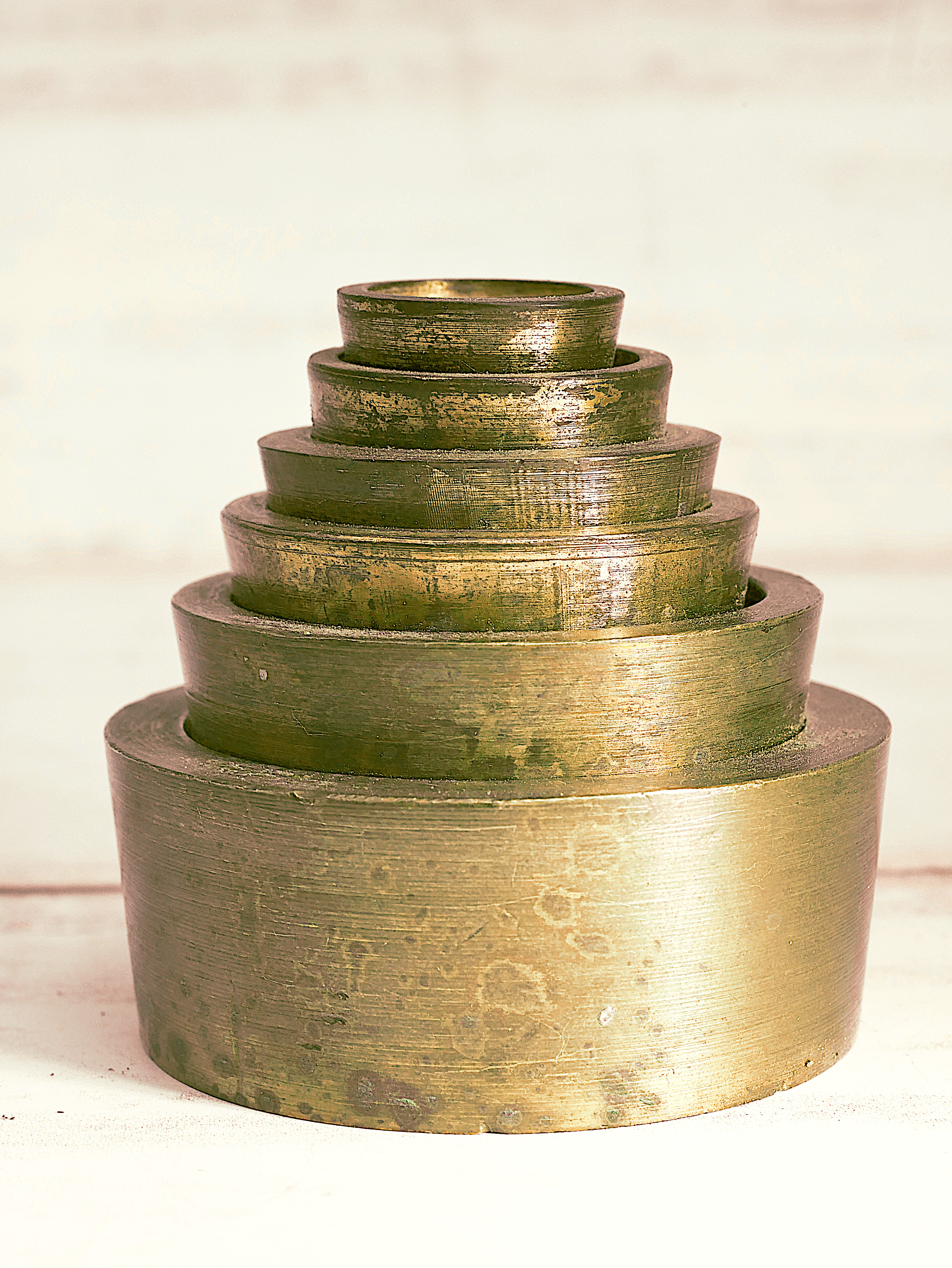
Französische Topfgewichte aus einem Postamt
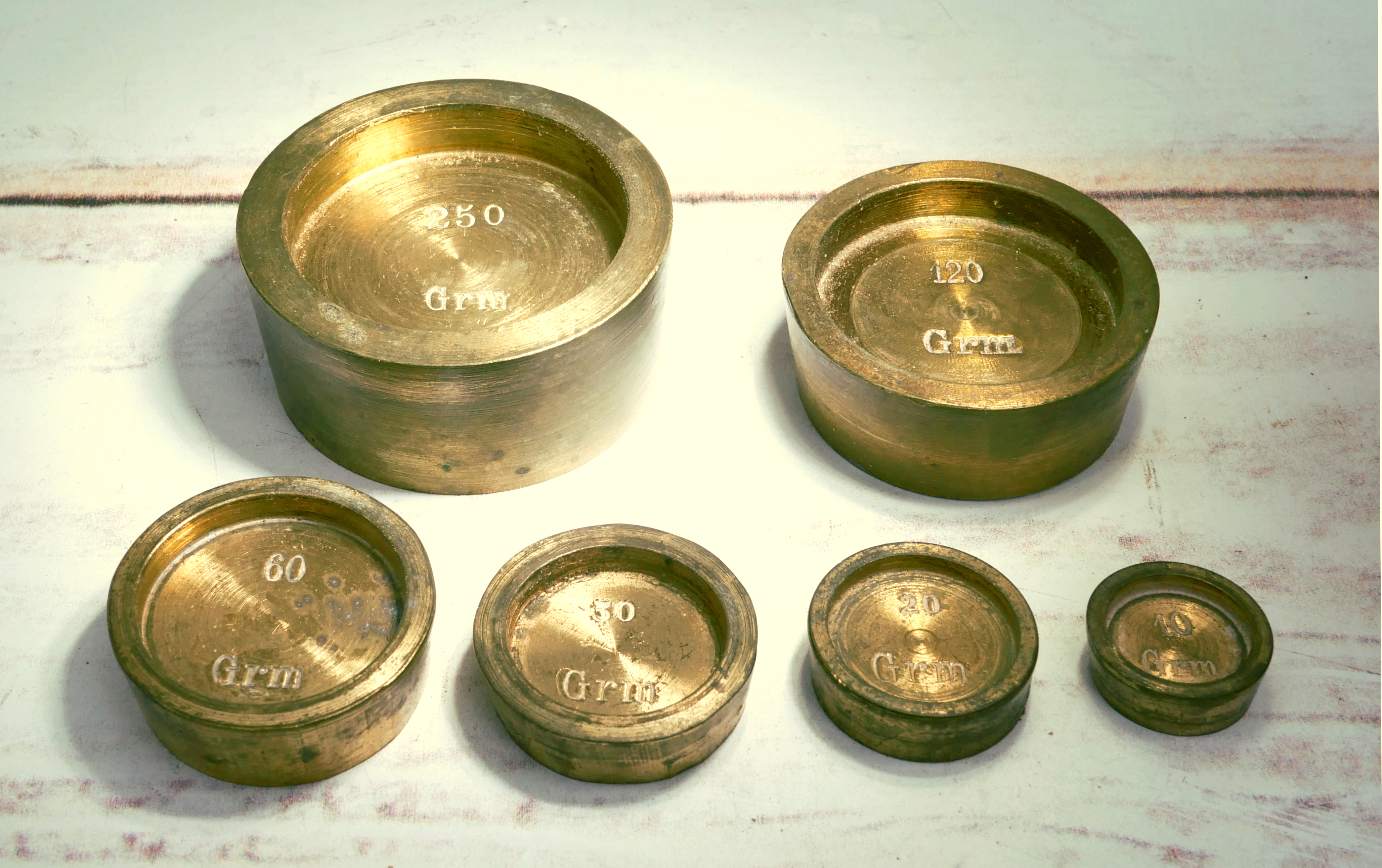
Die gleichen Gewichte mit Gewichtsstempel
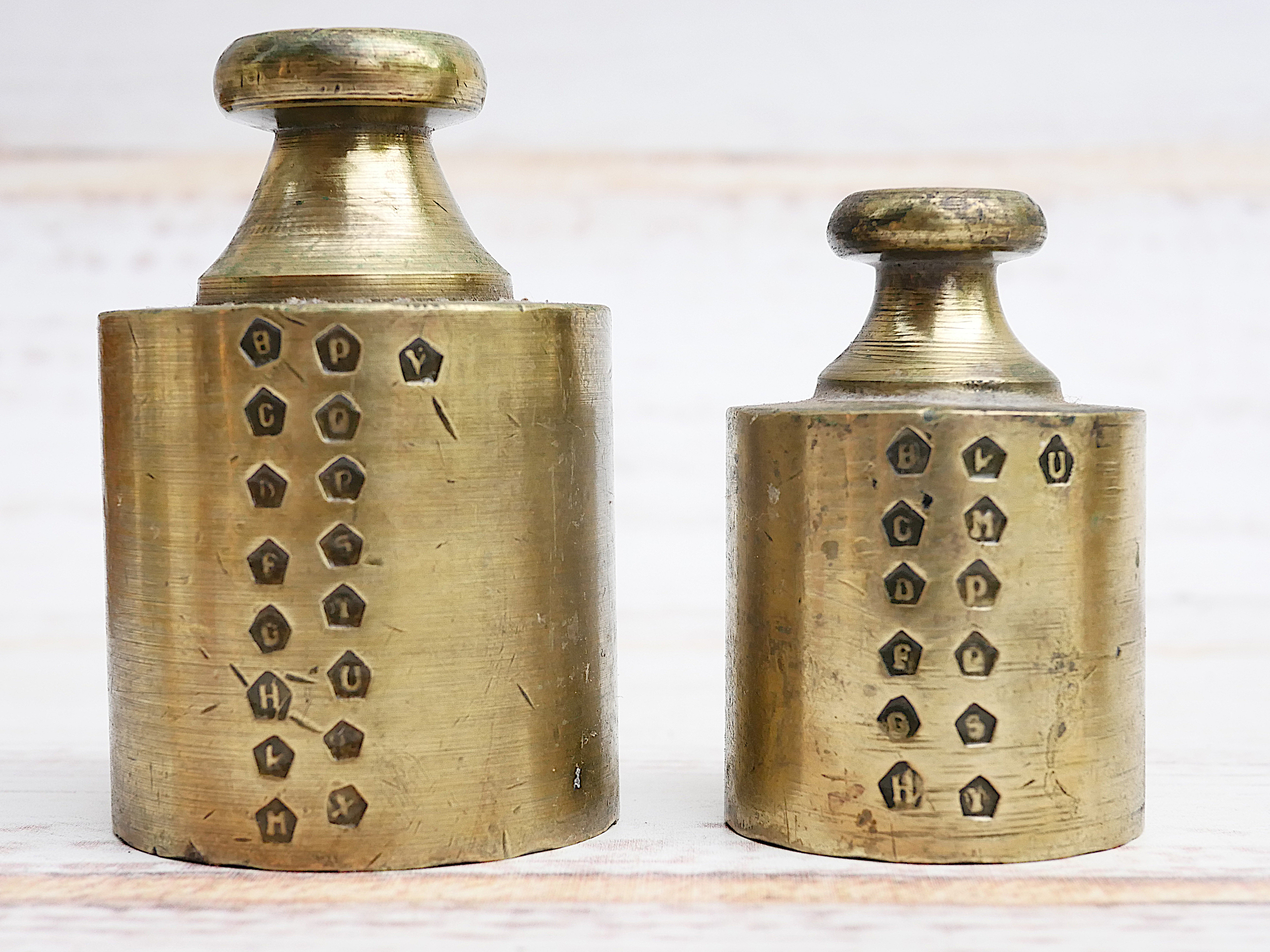
Französische (oder niederländische?) Gewichte mit Eichmarken
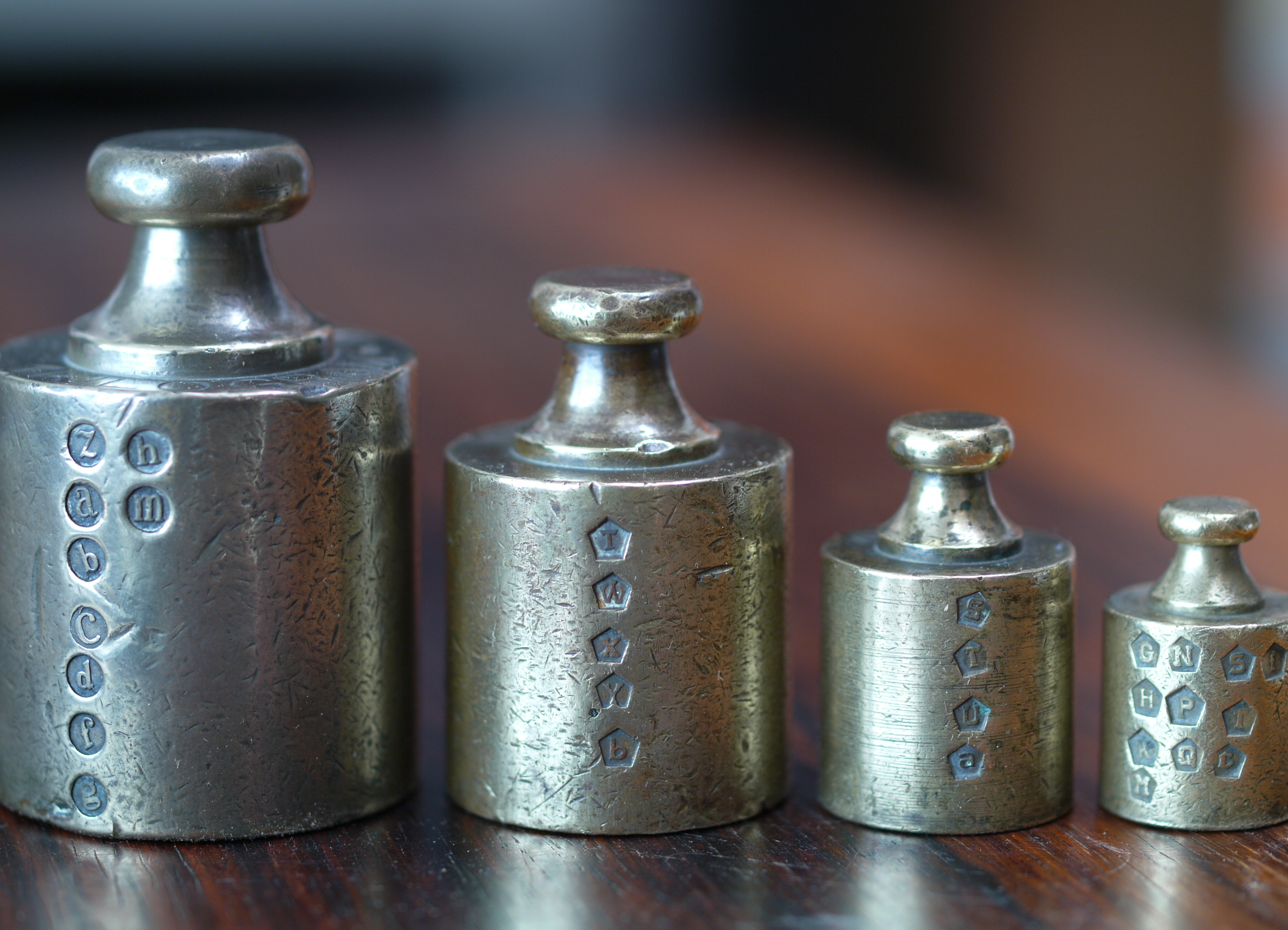
Französische oder niederländische Gewichte mit Eichmarken
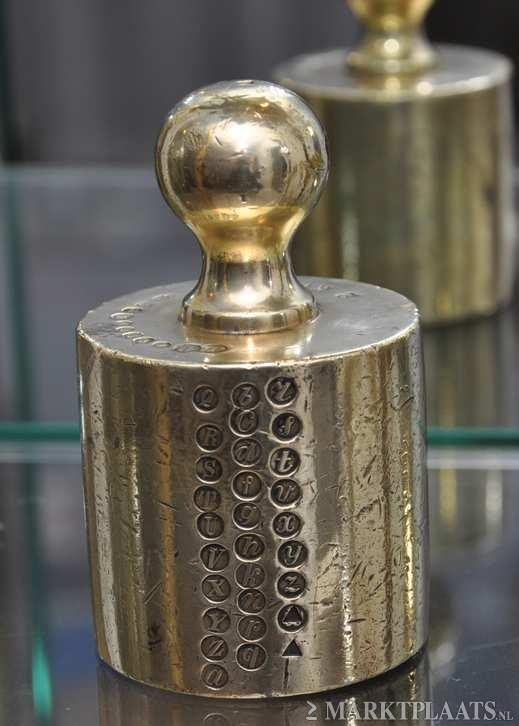
Niederländisches Druppelknopgewicht mit Eichzeichen
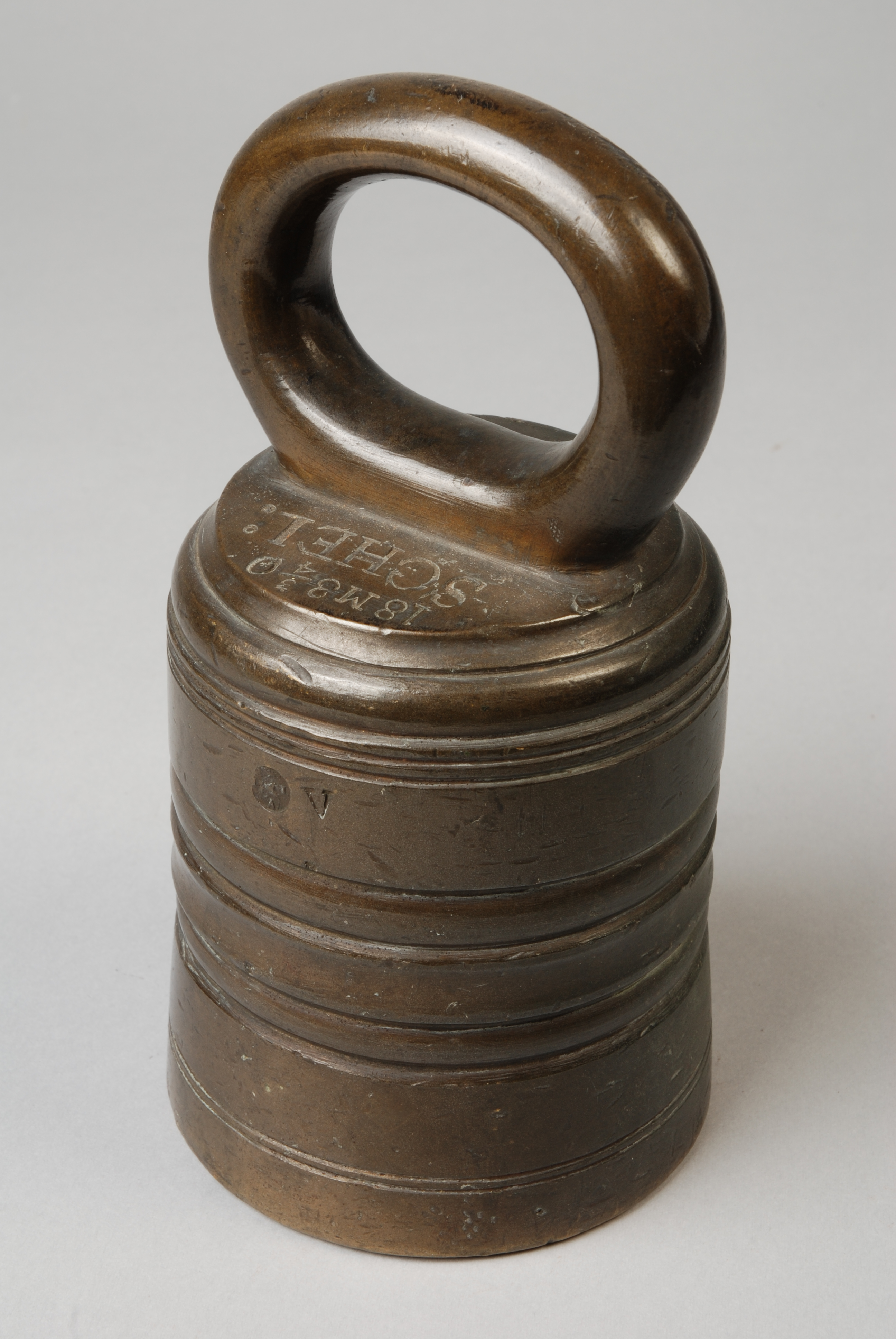
Niederländisches Bankiersgewicht
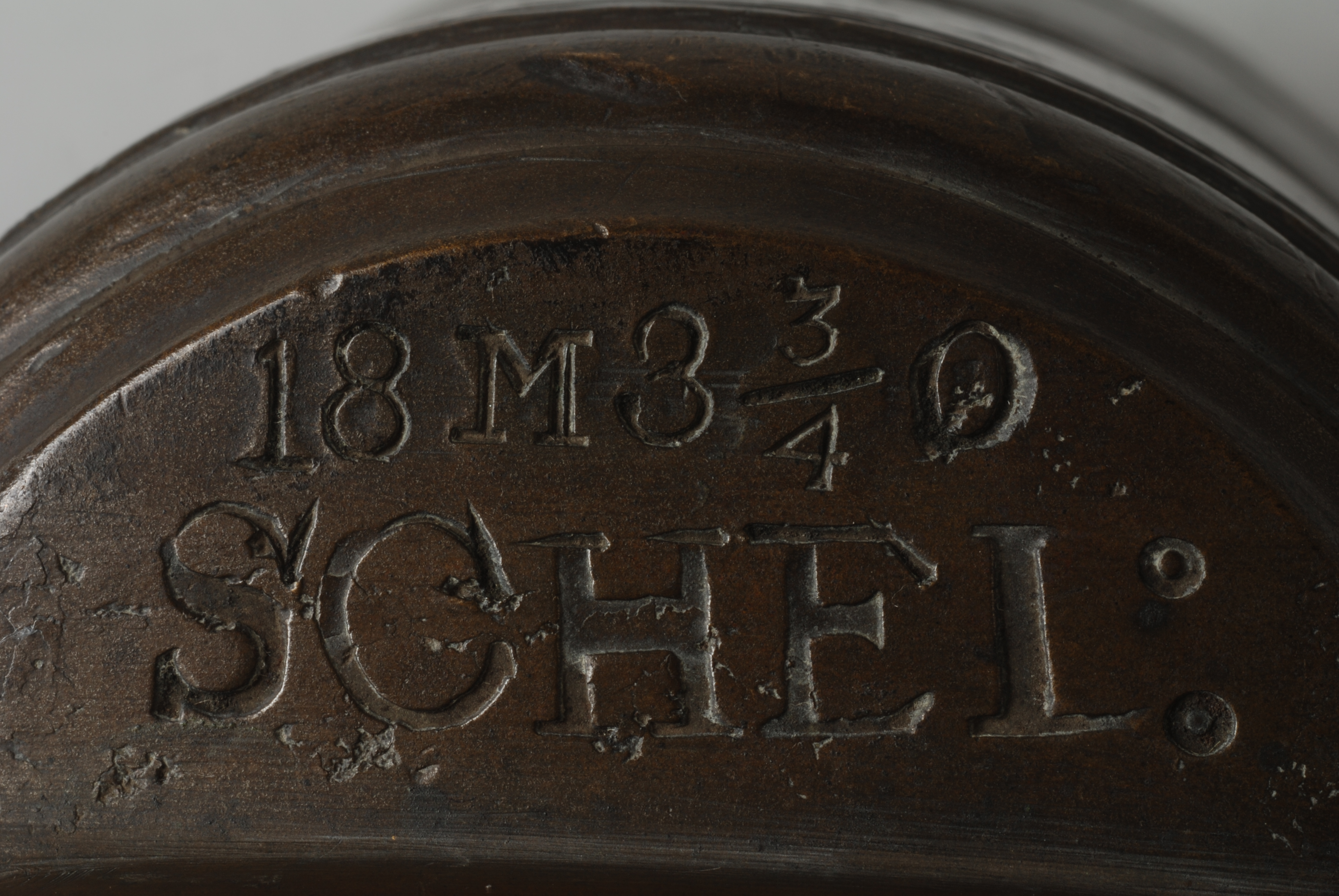
Bankergewicht, Gewichtsbezeichnung „18 M 3 34 O“ „SCHEL“, „300“ (2)
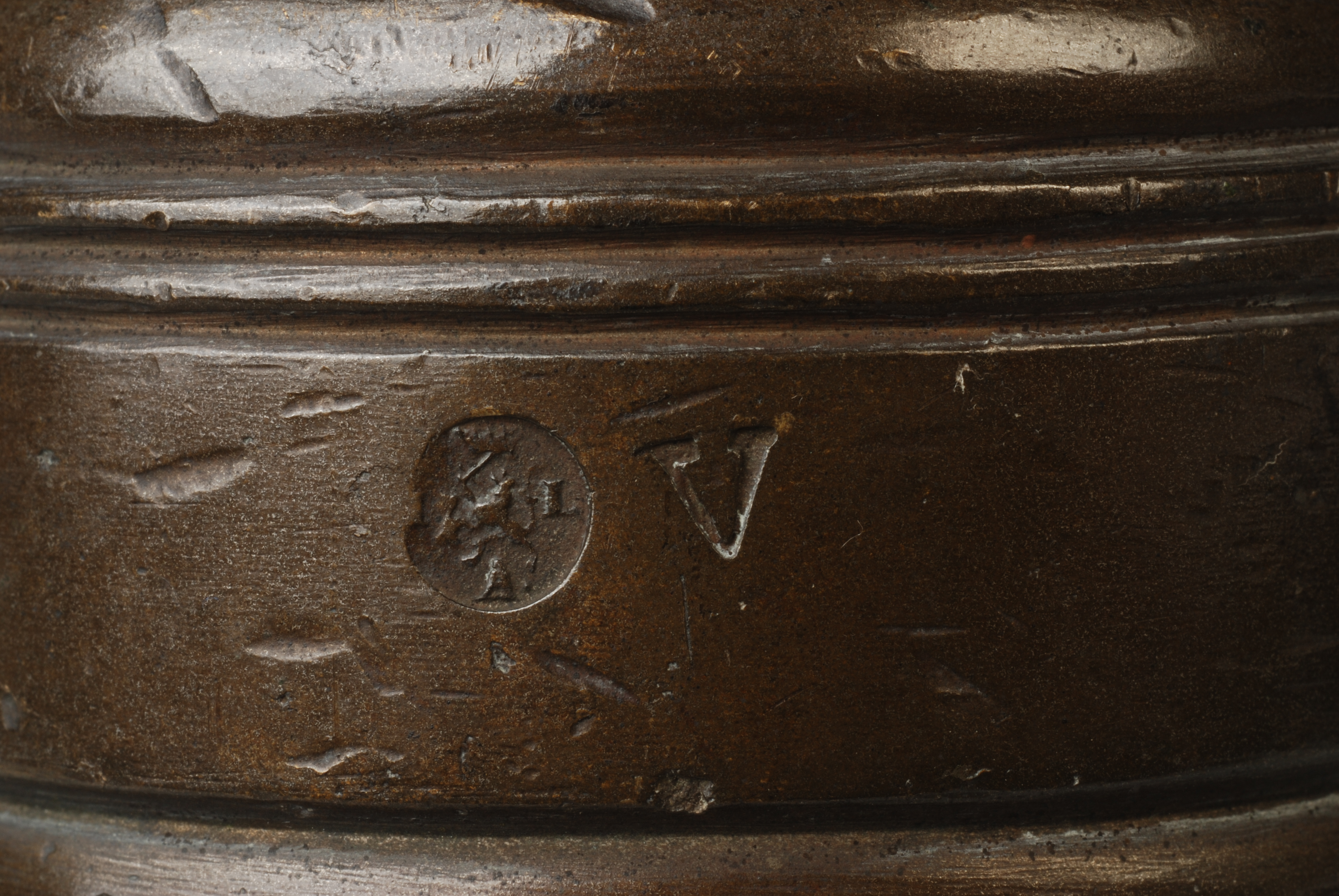
Eichzeichen des Bankergewichts

## EU-weite Harmonisierung von 1984 und Situation in Deutschland (bis 2015)
In der Europäischen Union sind hierfür gemeinsame Standards festgesetzt worden, sodass in Europa Eichmarken heute sehr nüchtern aussehen. In der Vergangenheit hatte jeder Staat sein eigenes Eichsystem, mit teilweise recht fantasievollen Marken.
Zur Dokumentation einer Eichung und deren Gültigkeit werden in Deutschland seit 1984 unter anderem die folgenden Marken auf dem geeichten Gerät verwendet. Diese müssen unbeschädigt auf diesem vorhanden sein und sind so beschaffen, dass sie nicht ohne Beschädigung abgezogen und woanders aufgeklebt werden können.
Die gelben Marken sind rechteckig oder rund und können neben dem der Abkürzung des Bundeslandes und des Jahres, in dem die Eichfrist beginnt, auch den Namen der Eichbehörde beinhalten. Die Mindesthöhe des Eichkennzeichens beträgt 5 mm. Wird statt diesem, was auch möglich ist, ein Schlagstempel verwendet so ist die Mindesthöhe 2 mm. Das weiße Eichmarke wird zur zusätzlichen Bezeichnung des Endes der Eichzeit verwendet. Der runde Aufkleber mit dem weißen Monatszahlenring kommt in Funktion wenn die Eichzeit weniger als 12 Monate beträgt. Kennzeichnungen anerkannter Prüfstellen für Messgeräte für Wärme, Wasser, Elektrizität und Gas sind als gelbe Klebemarke und als Plombe zugelassen.

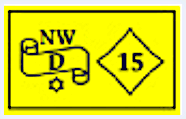
Eichkennzeichen Eichbehörde NRW (2015)
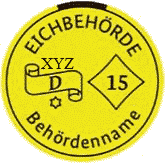
Eichkennzeichen Eichbehörde (2015)
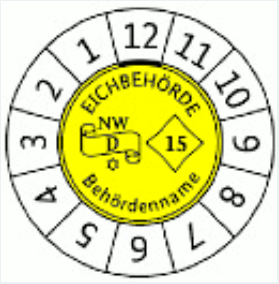
Eichkennzeichen Eichbehörde (2015) für Eichfrist bis max. 1 Jahr
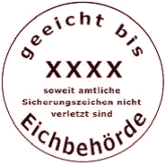
Zusatzzeichen Eichbehörde (geeicht bis XXXX)

Größere und komplexere Messgeräte besitzen zusätzliche Sicherungsstempel, die verhindern, dass das Messgerät unbemerkt geöffnet werden kann. Sicherungsstempel haben einen orangenfarbigen Hintergrund oder sind in Form einer Plombe. Ansonsten sind sie wie Hauptstempel mit dem Symbol der Prüfbehörde versehen, tragen jedoch keine Jahresbezeichnung.
Normalerweise gilt ein das eichpflichtige Gerät nur dann als gültig geeicht, wenn der Hauptstempel unverletzt ist. Davon ausgenommen ist nur der Fall, dass das eichpflichtige Gerät von einem amtlich zugelassenen Instandsetzer zur Reparatur geöffnet und dieses nach erfolgter Reparatur mit einem Instandsetzerkennzeichen versehen wird damit das Gerät nicht bis zur nächsten Eichung außer Betrieb gesetzt werden muss. Dies gilt nur, wenn die eigentliche Eichung noch nicht terminlich abgelaufen ist. Ein Instandsetzerkennzeichen hat die Form eines roten Dreiecks, trägt oben die Kennung der zuständigen Behörde und darunter die von der Behörde zugeteilte Nummer des Instandsetzers.
In Deutschland ist die Physikalisch-Technische Bundesanstalt zuständig für die Bauartzulassung von eichfähigen Messgeräten. Eichfähig sind nur diejenigen Messgeräte, die eine Bauartprüfung haben. Daher geht der Eichung ein entsprechendes Verfahren auf Antrag des Messgeräteherstellers bei einer benannten Stelle voraus. Bei einer Bauartprüfung wird anhand der technischen Unterlagen geprüft, ob die Konstruktion und Beschaffenheit den geltenden EU-Richtlinien entsprechen. Die Geräte müssen ihrer Genauigkeitsklasse entsprechen und ihre Messbeständigkeit muss gegeben sein (d. h. die Messungen sind während des gesetzlich vorgeschriebenen Zeitraumes innerhalb der Verkehrsfehlergrenzen richtig). Die Bauartprüfung wird durch das EU-Bauartprüfzertifikat (Type examination certificate) dokumentiert. Diese Bauartprüfung ist in allen Mitgliedsstaaten der Europäischen Union (EU) und EFTA gültig. Eichungen werden von regionalen Eichämtern in den Bundesländern durchgeführt.

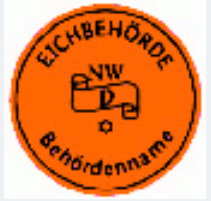
Sicherungszeichen Eichbehörde NRW
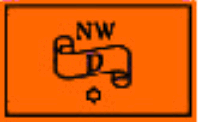
Sicherungszeichen Eichbehörde NRW
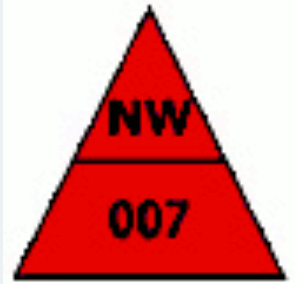
Sicherungszeichen Instandsetzer NRW
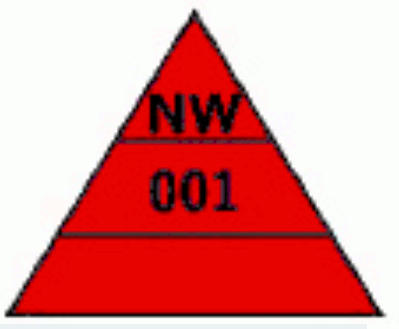
Instandsetzerkennzeichen NRW, es fehlt im unteren Feld das Datum und das Kürzel des Instandsetzers

## EU-weite Gültigkeit, digitale Geräte und der Verzicht auf Eichmarken
In der EU wird seit 2015 die Ersteichung von Waagen und Verbrauchsmessgeräten (Strom, Gas, Wasser, Wärme) durch eine Konformitätserklärung des Herstellers nach der EU-Richtlinien für nichtselbsttätige Waagen und der EU-Richtlinie für Messgeräte ersetzt. Die nach der Konformitätserklärung des Herstellers folgenden Eichungen sind jeweils in den nationalen Gesetzgebungen geregelt. In Deutschland werden diese Eichungen in den gesetzlich festgelegten Intervallen von den Fachabteilungen der regional zuständigen Eichämter durchgeführt. Der Messgerätebetreiber ist für die fristgerechte Beantragung der Eichung bei der zuständigen Behörde verantwortlich.
Bei neuen Messgeräten beginnt die Eichfrist mit dem Inverkehrbringen, d. h. dem erstmaligen Bereitstellen auf dem Markt der Europäischen Union. Das relevante Jahr findet man auf dem Typenschild eines Geräts in der „zusätzlichen Metrologie-Kennzeichnung“: die zweistellige Zahl nach dem M ist die Jahreszahl des Anbringens der Kennzeichnung nach dem Abschluss der Konformitätsbewertung. Die folgende vierstellige Zahl ist die Kennnummer der Benannten Stelle. Alternativ kann sich die Jahreszahl bei national geregelten Messgeräten nach dem Kürzel DE-M zu finden sein. Bei Stromzählern mit Läuferscheibe beträgt sie beispielsweise 16 Jahre. Nach dieser muss der Zähler ausgetauscht werden oder die Eichgültigkeitsdauer muss verlängert werden. Sie kann (auch mehrfach) verlängert werden, wenn eine amtlich durchgeführte Überprüfung (Stichprobenprüfung) ergibt, dass die eingesetzten Messgeräte einer Baureihe richtig messen. Ist dies das Ergebnis der Stichprobenprüfung, dann verlängert sich die Eichgültigkeit (bei Stromzählern z. B. um 8 Jahre). Die Verlängerung ist am Stromzähler nicht erkennbar. Die Eichfristen sind in der Verordnung über das Inverkehrbringen und die Bereitstellung von Messgeräten auf dem Markt sowie über ihre Verwendung und Eichung festgelegt.
Im Rahmen der Digitalisierung wurden Geräte entwickelt, die meist einmal im Jahr ihren Zählerstand über Internet selbstständig an den Netzbetreiber übermitteln und dem Verbraucher eine tagesgenaue Information über seinen Verbrauch liefern.

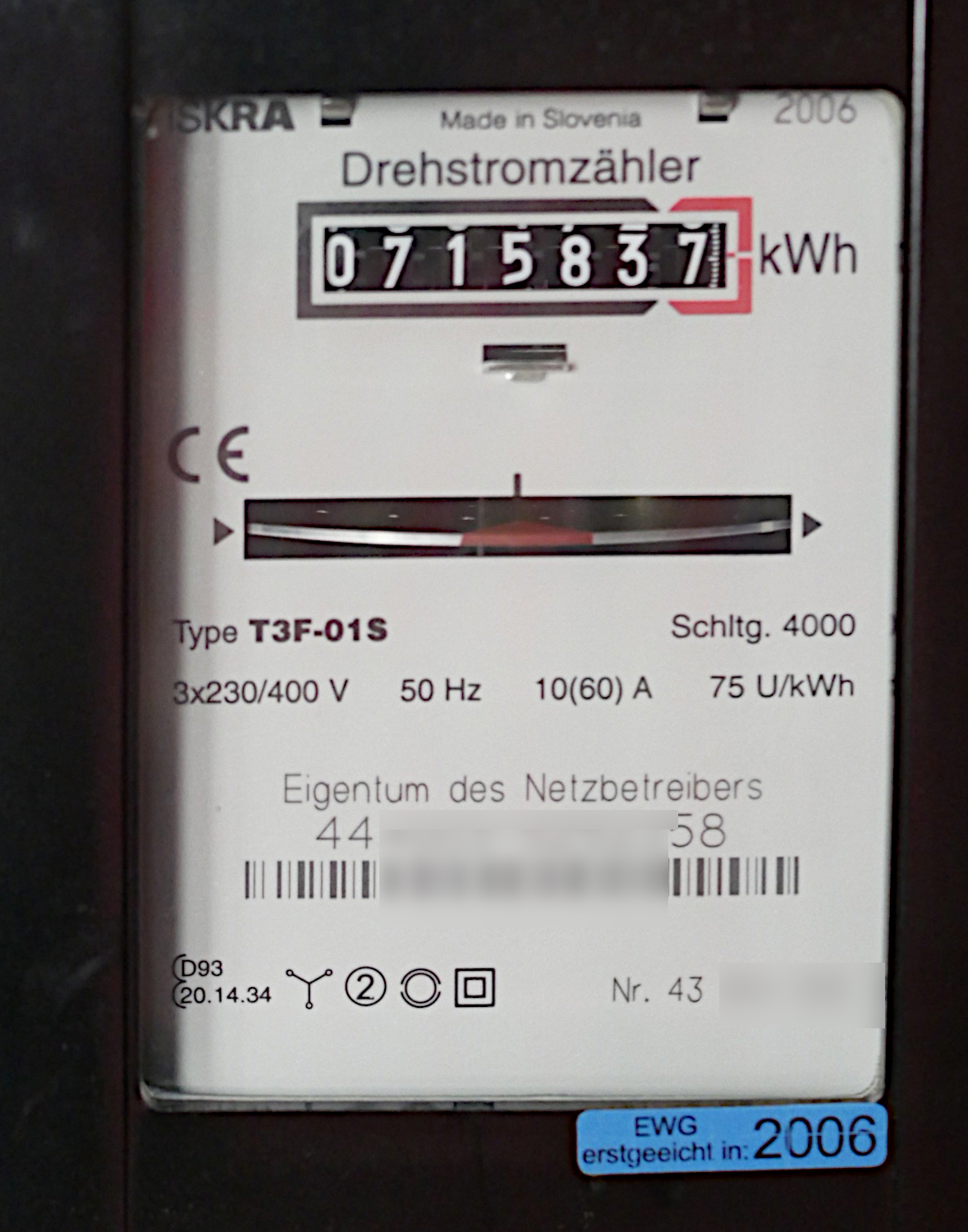
Stromzähler mit Eichmarke
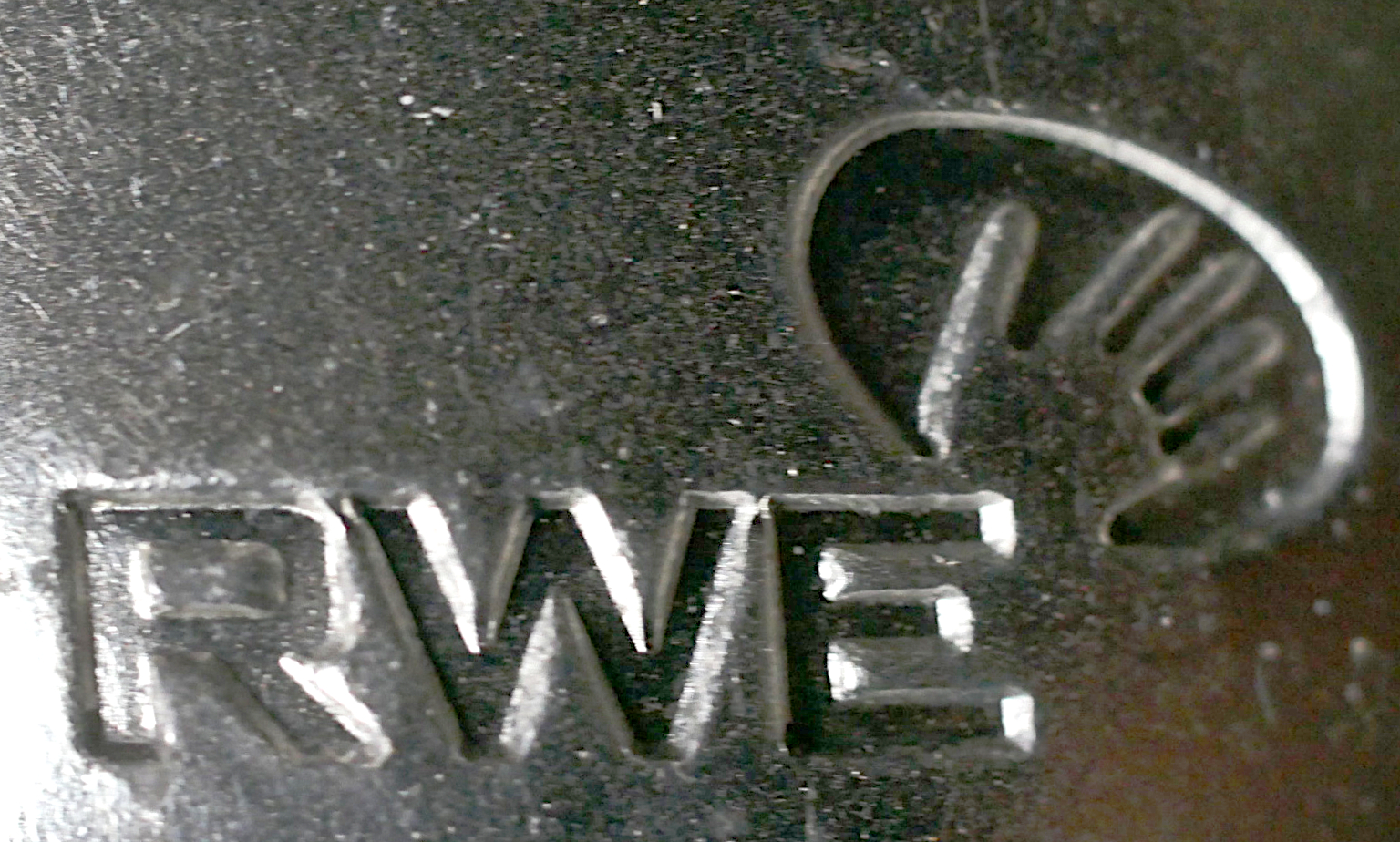
Plombe am Stromzähler mit Eichmarke
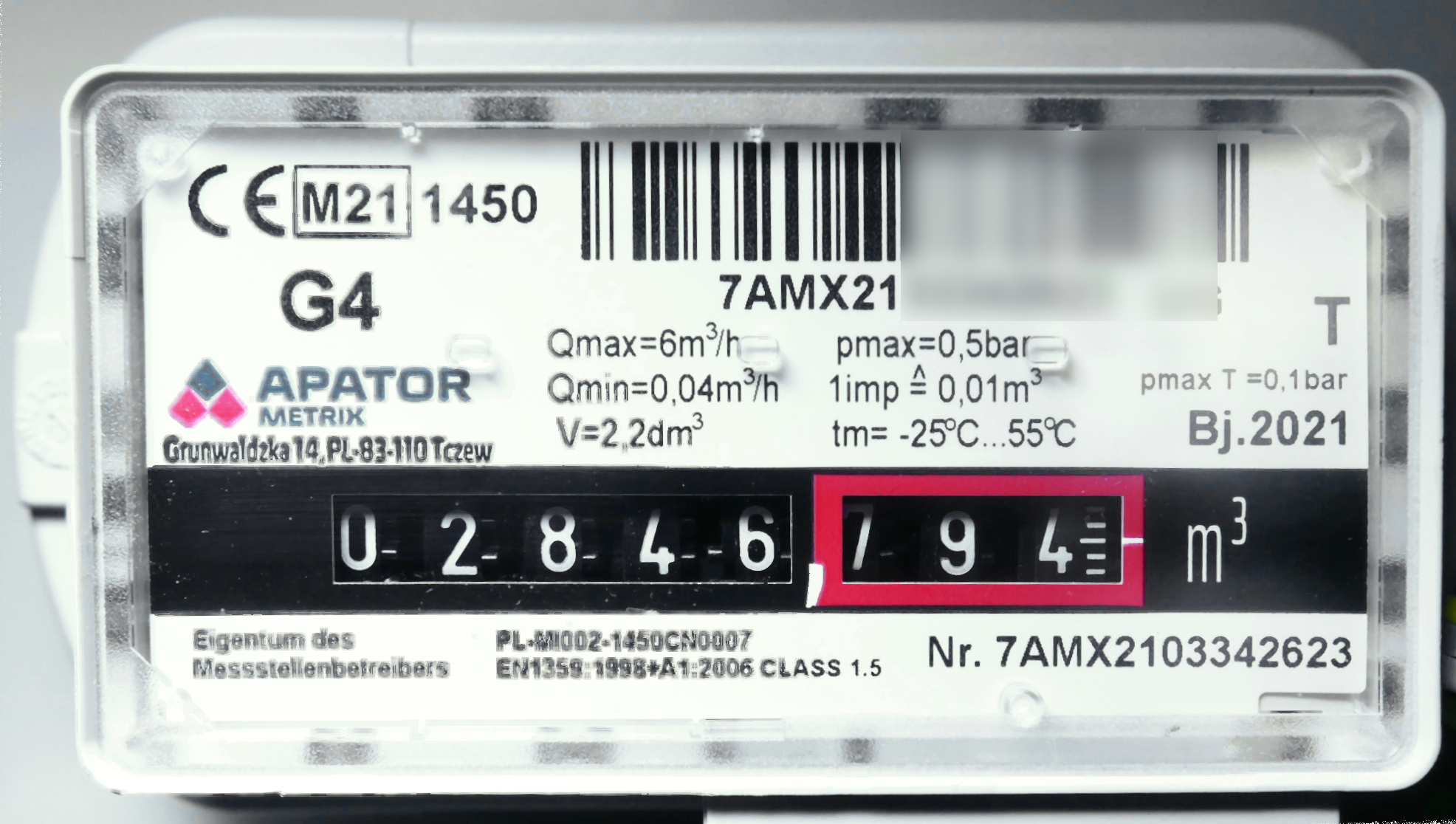
Gaszähler
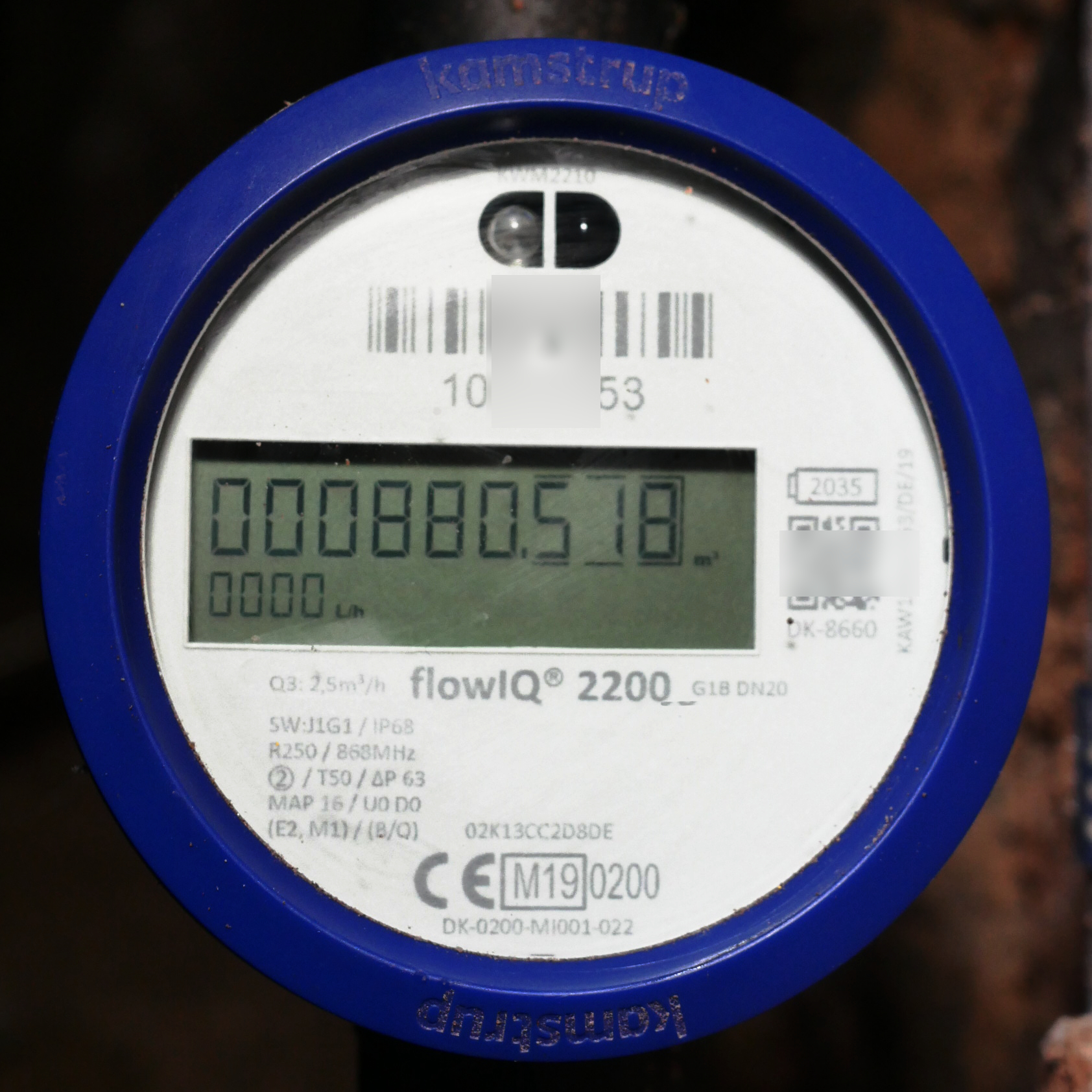
Digitaler Wasserzähler

## Eichung von Hohlmaßen

### Eichung von Weinfässern
Die regelmäßige Eichung von Wein- und anderen Holzfässern war notwendig, da diese bis in die 1960er Jahre vom Dorfküfer handwerklich hergestellt wurden und ihre Größe von den genormten Maßen abweichen konnte. Um eine korrekte Geschäftsabwicklung zu gewährleisten, wurden die Fässer geeicht und das Fassungsvermögen des jeweiligen Fasses mittels Brandstempel auf dem Deckel des Fasses dokumentiert.
Zur Durchführung der Eichung stand in vielen Weinbaudörfern ein Eichhaus, in dem eine Amtsperson die Eichung der Fässer durchführte. Zur Eichung von Fässern gab es verschiedene Methoden. Aufgrund des Gewichts eines vollen Fasses war es im Allgemeinen nicht praktikabel dieses zuerst bis zum Spundloch mit Wasser zu füllen und dann in einen Messbehälter zur exakten Feststellung seines Inhalts zu entleeren. Deshalb ging man umgekehrt vor. Man füllte das Wasser in einen geeichten und bis zum Überlauf gefüllten Kubizierbehälter. Danach füllte man das Fass mit dem Wasser des Kubizierbehälters bis zum Spundloch. Die jetzt im Kubizierbehälter fehlende Wassermenge entsprach dem Inhalt des Fasses. Um die abgelaufene Wassermenge im Kubizierbehälter festzustellen, gab es verschiedene Methoden: Entweder konnte die fehlende Menge an einem Glasrohr an der Frontseite des Behälters abgelesen werden oder man benutzte einen Schwimmer, der mit einem Draht über ein Umlenkrad mit einem Gewicht an der Frontseite des Behälters verbunden war. Anhand der Höhe des Gewichts konnte man dann auf einer Skala die fehlende Wassermenge ablesen. Eine dritte Alternative war anstatt des Gewichts ein Rad mit einer Messskala zu verwenden.
Da durch die fabrikmäßige Herstellung insbesondere von Stahlfässern konnten diese mit dem vorgegebenen Inhalt geliefert wurden. Damit war die Fasseichung ab den 1970er Jahren nicht mehr notwendig und wurde eingestellt. Die Eichäuser wurden funktionslos und die Kubizierbehälter wurden zu Museumsstücken.

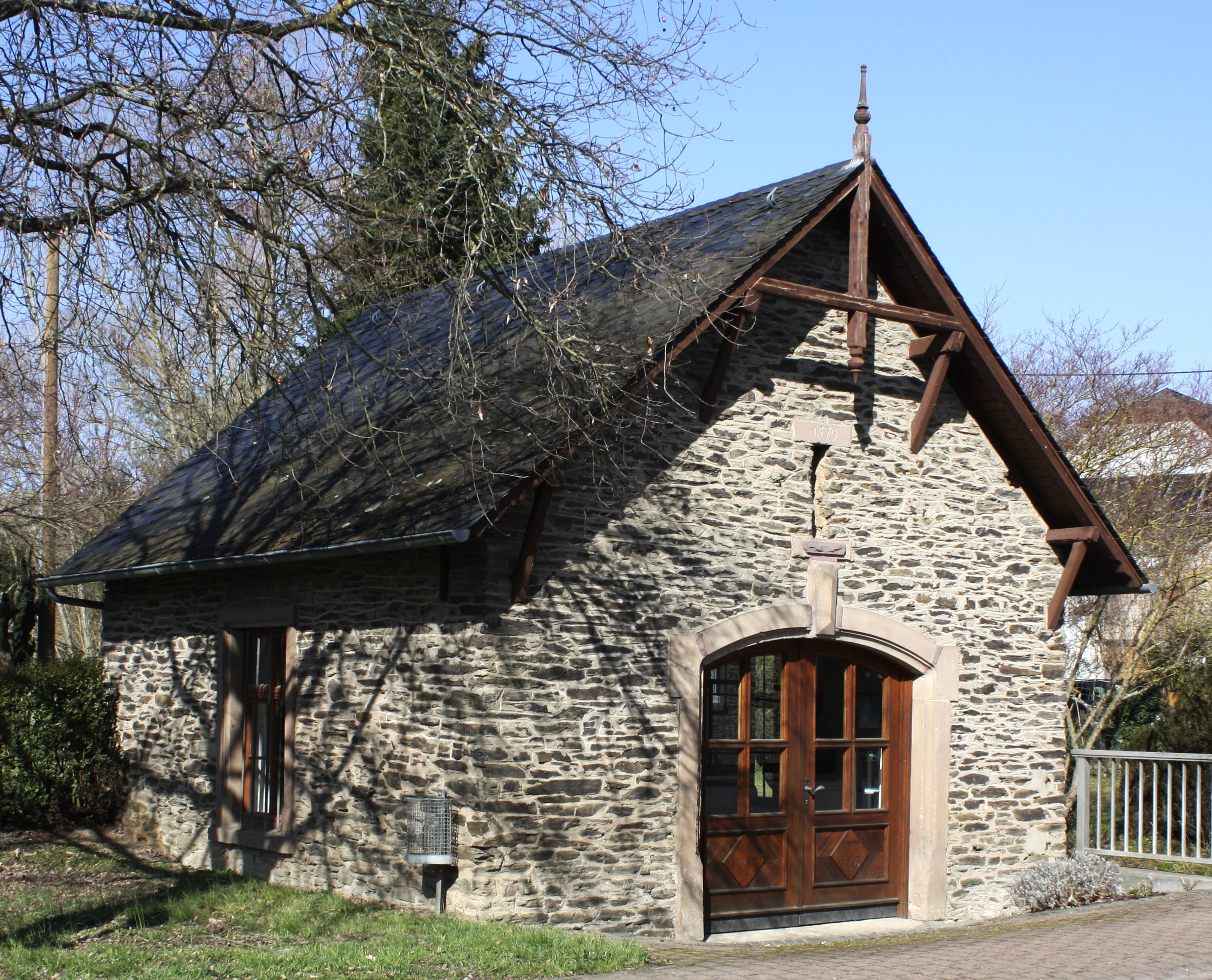
Eichhaus von 1879 in Osann
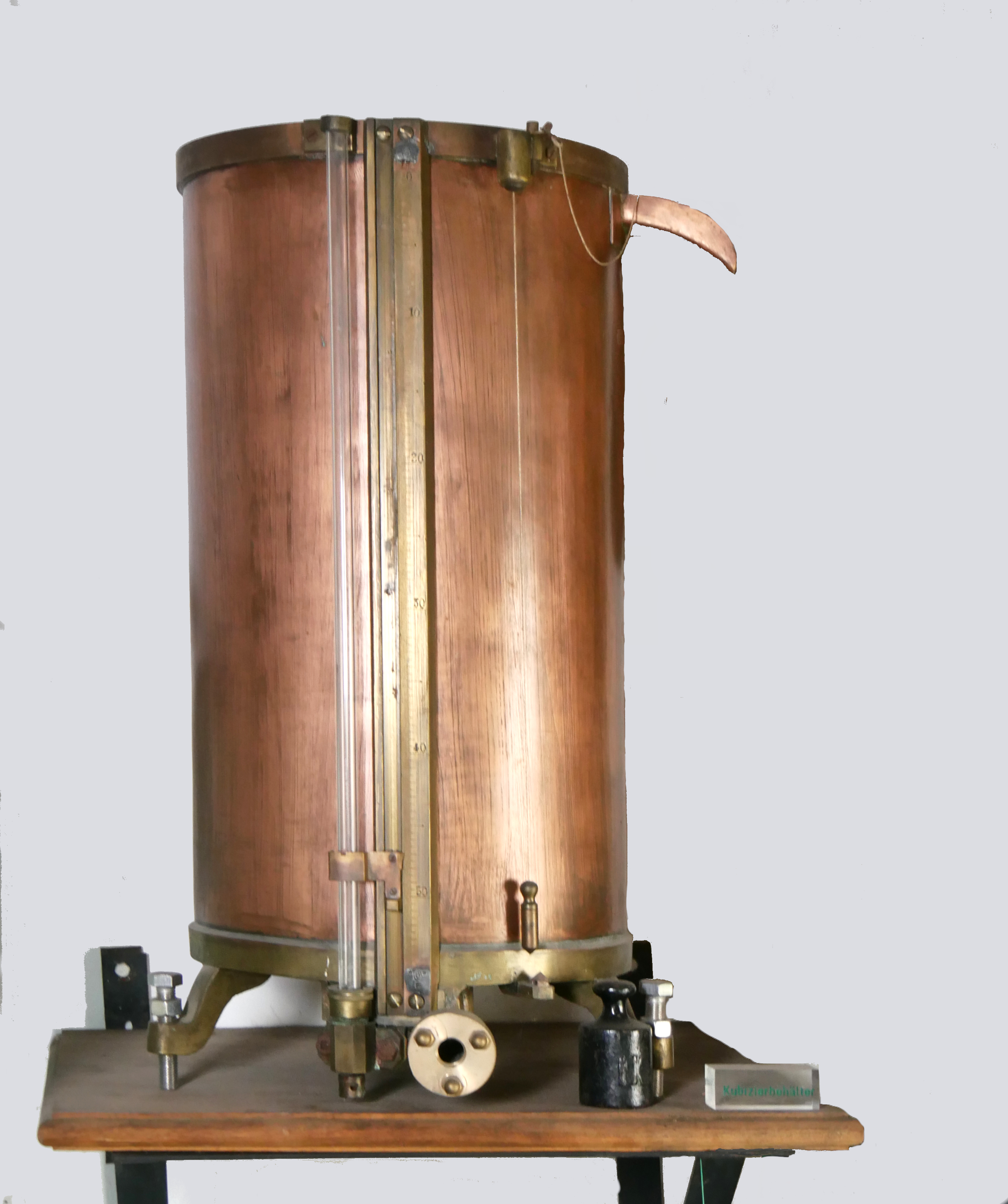
Kubizierbehälter mit Steigrohr
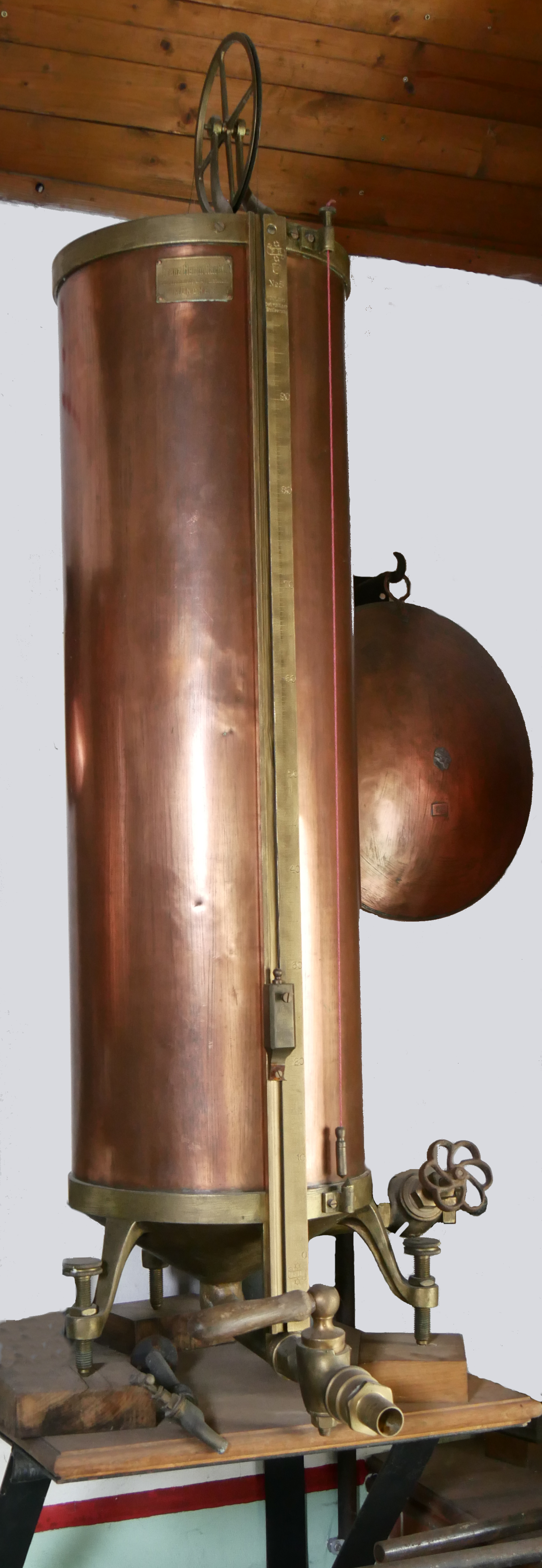
Kubizierbehälter mit Schwimmer und Gewicht
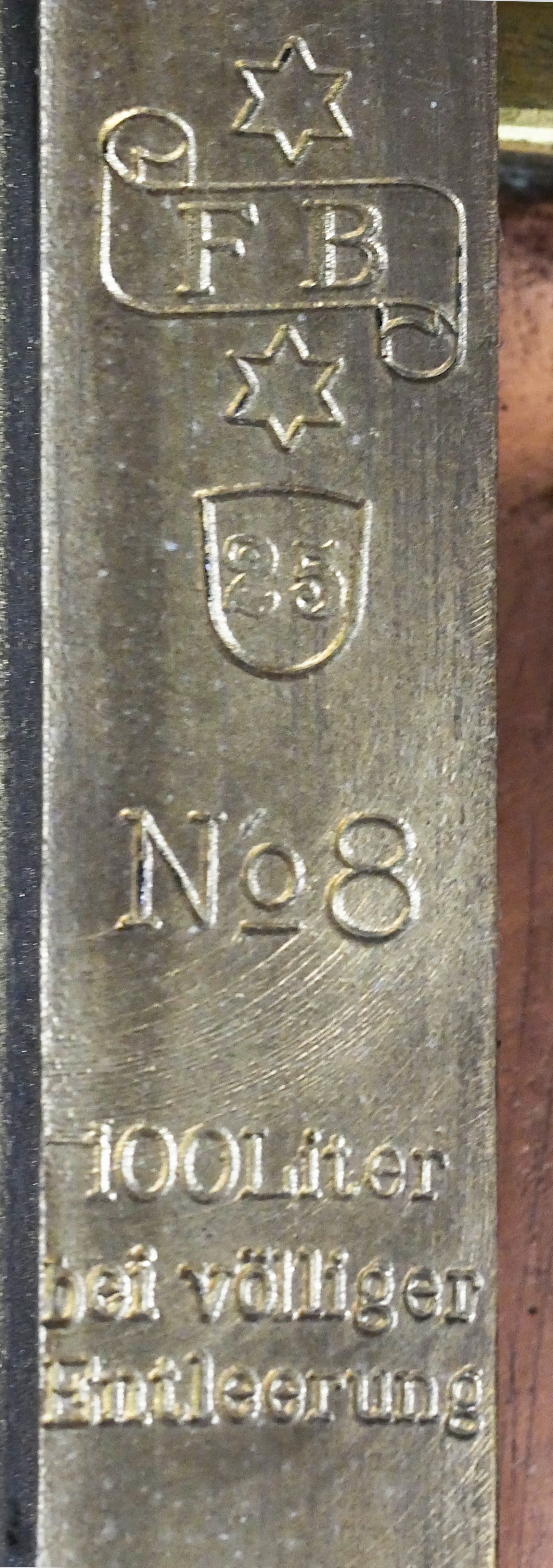
Eichmarke des Kubizierbehälters
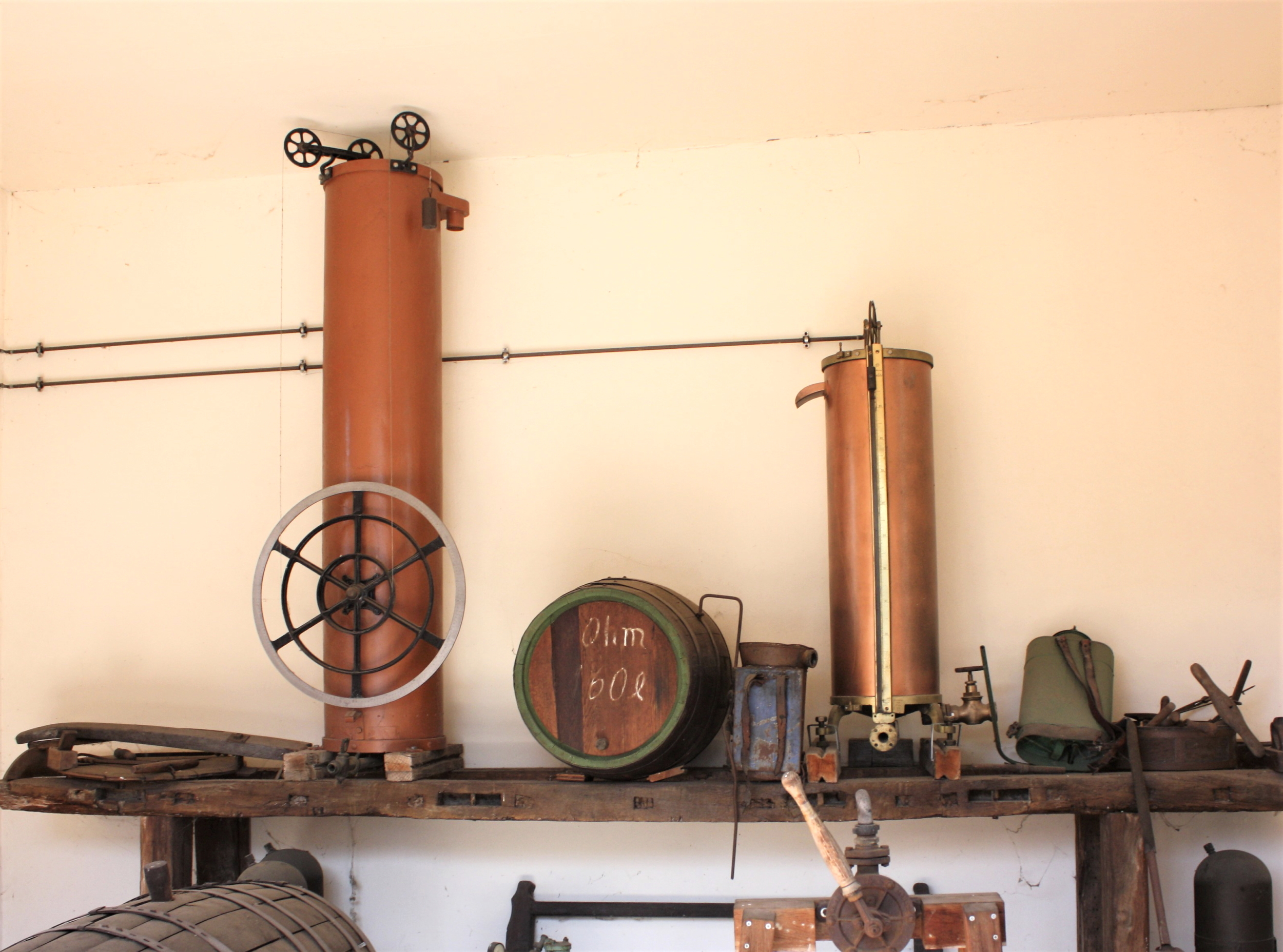
Der linke Kubizierbehälter benutzt ein Messrad zur Wasserstandsanzeige
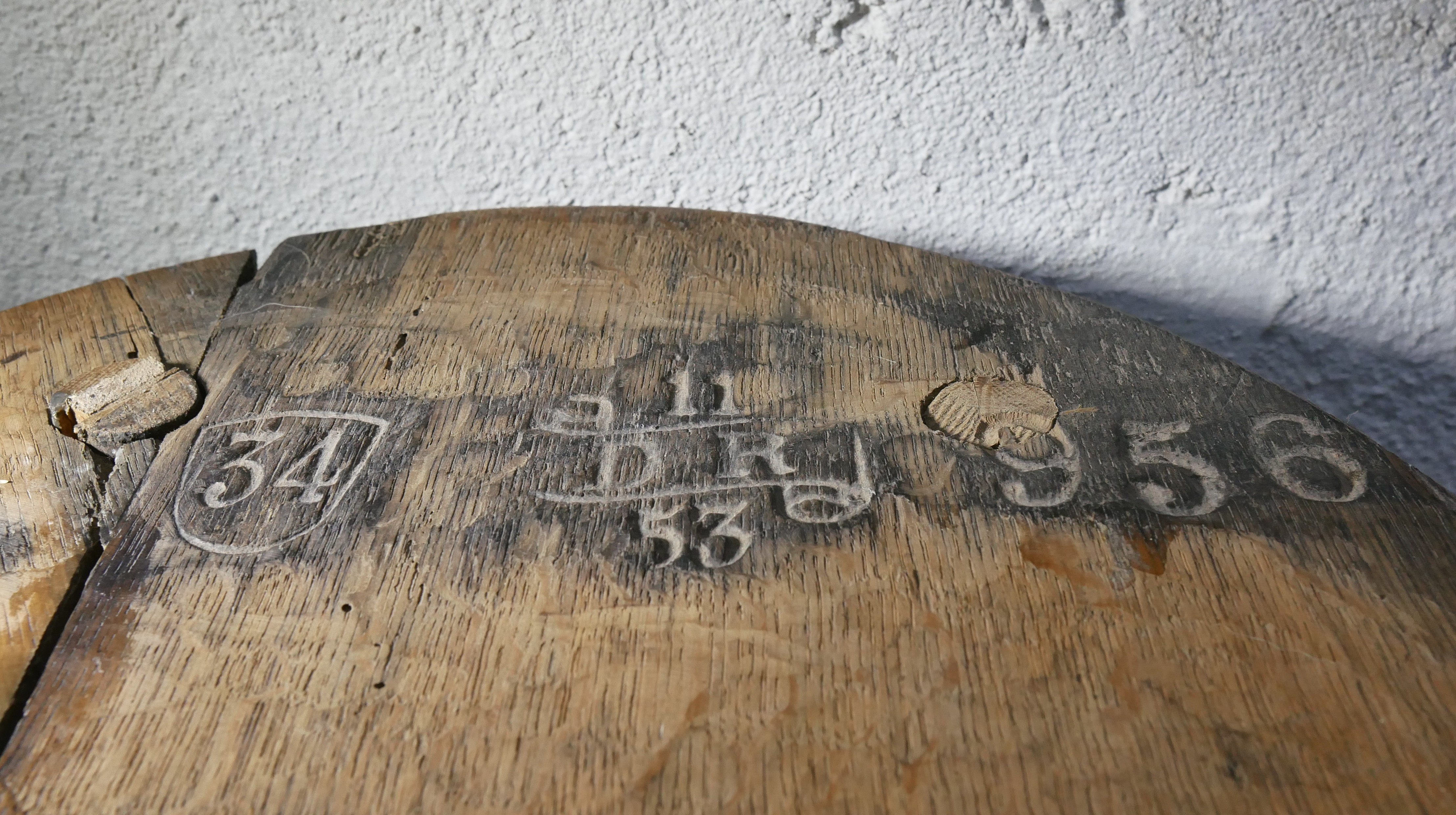
Fasseichmarke auf einem ehemaligen Weinfassdeckel